# عنف أسري
العنف الأسري ويعرف أيضًا بعدة مسميات: الإساءة الأسرية، أو الإساءة الزوجية ويمكن تعريف الأخير بشكل من أشكال التصرفات المسيئة الصادرة من قبل أحد أو كلا الشريكين في العلاقة الزوجية أو الاسرية. وله عدة أشكال منها الاعتداء الجسدي (كالضرب، والركل، والعض، والصفع. والرمي بالأشياء وغيرها). أو التهديد النفسي كالاعتداء الجنسي أو الاعتداء العاطفي، السيطرة أو الاستبداد أو التخويف، أو الملاحقة والمطاردة. أو الاعتداء السلبي الخفي كالإهمال، أو الحرمان الاقتصادي، وقد يصاحب العنف الأسري حالات مرضية كإدمان الكحول والأمراض العقلية، التوعية تعتبر من الأمور المساعدة في علاج العنف الأسري والحد منه. وتختلف معايير تعريف العنف الأسري اختلافاَ واسعاَ من بلد لبلد ومن عصر لآخر.
لا يقتصر العنف الأسري على الإساءات الجسدية الظاهرة بل يتعداها ليشمل أمورًا أخرى كالتعريض للخطر أو الإكراه على الإجرام أو الاختطاف أو الحبس غير القانوني أو التسلل أو الملاحقة والمضايقة. ذكرت دراسةٌ أجرتها منظمة الأمم المتحدة للمرأة على مستوى العالم أن “التقديرات تشير إلى أن 35 في المائة من النساء في جميع أنحاء العالم قد تعرضن للعنف الجسدي أو الجنسي من الشريك الحميم في مرحلة ما من حياتهن أي بنسبة 1 \ 3 من السيدات حول العالم قد تعرضن لأحد أشكال العنف خلال حياتهن. ومع ذلك، تشير بعض الدراسات الوطنية إلى أن ما يصل إلى 70 في المائة من النساء تعرضن للعنف الجسدي و / أو الجنسي من شريك حميم في حياتهن "  حدّدت منظمة الصحة العالمية العنف الأسري بأنه "مجموعة من الأعمال القسرية الجنسيّة والنفسيّة والبدنيّة المستخدمة ضد النساء الراشدات والمراهقات من قبل الشركاء الحميميين أو السابقين من الذكور"، ولا يقتصر العنف الذي تتعرض له النساء في كثير من الأحيان على الزوج الحالي فقط بل قد يشمل أيضاً الأزواج السابقين وأفراد الأسرة الآخرين مثل الوالديّن والأشقاء والأصهار.
غالباً ما يحدث العنف الأسري عندما يعتقد المعتدي أنَّ العنف حق له أو أمر مقبول أو مبرر أو من غير المحتمل الإبلاغ عنه. وقد ينتج عن ذلك تكرار العنف عبر الأجيال وتعلم الأطفال وغيرهم من أفراد الأسرة الذين قد يشعرون بأن هذا العنف أمر مقبول. كثير من الناس لا يعترفون بأنهم مسيؤون أو ضحايا لأنهم قد يعتبرون تجاربهم خلافات عائلية خرجت عن السيطرة. يختلف الوعي والإدراك والتعريف والتوثيق للعنف المنزلي بشكل كبير بين كل بلد وآخر. غالبًا ما يحدث العنف الأسري في سياق الزواج القسري أو زواج الأطفال.
قد توجد في العلاقات العنيفة والمسيئة فترات دورية من سوء المعاملة ترتفع خلالها التوترات ويتم ارتكاب أعمال العنف، تليها فترة من المصالحة والهدوء. قد يتعرض ضحايا العنف الأسري للعنف بسبب العزلة والخضوع للسلطة والسيطرة وثقافة القبول ونقص الموارد المالية والخوف والعار أو لحماية الأطفال. كنتيجة للعنف قد يعاني الضحايا من إعاقات جسدية ومشاكل صحية مزمنة وأمراض عقلية وضائقة مالية وضعف القدرة على إقامة علاقات صحيحة. قد يعاني الضحايا من اضطرابات نفسية شديدة مثل اضطراب الكرب التالي للصدمة النفسية. وغالبًا ما تظهر لدى الأطفال الذين يعيشون في عائلة تستخدم العنف مشاكل نفسية في سن مبكرة مثل العزلة والخوف الكبير من التهديدات.

## تاريخ العنف الأسري
لم يتم التصدي للعنف الأسري في معظم الأنظمة القانونية إلا منذ بداية التسعينات في جميع أنحاء العالم، في الواقع كانت الحماية ضد العنف الأسري قليلة جدًا في معظم البلدان قبل أواخر القرن العشرين في القانون أو في الممارسة. نشرت الأمم المتحدة في عام 1993 عدة استراتيجيات لمجابهة العنف الأسري. وتفشل أيضًا معظم الأنظمة القانونية في إدانة وتجريم الظروف التي تُجبر فيها الزوجة على إقامة علاقة جنسية مع زوجها بخلاف إرادتها. يوجد اعتقاد شائع فيما يخص حالة العنف ضد الزوجات بأن النساء يُستثرن أو يمكنهم تحمل أو حتى أنهنَّ يستمتعن بمستوى معين من العنف من أزواجهن».
كان هناك دعوة في العقود المنصرمة إلى وضع حد للإفلات القانوني من العقاب على العنف الأسري والذي غالبًا ما يستند إلى فكرة أنّ مثل هذه الأفعال خاصة. اتفاقية إسطنبول هي أول تشريع قانوني ملزم في أوروبا يتعامل مع العنف الأسري والعنف ضد المرأة. وتسعى الاتفاقية إلى وضع حد للتسامح (في القانون أو الممارسة) للعنف ضد المرأة والتمييز العنصري. وتعترف في تقريرها بالتقاليد الاجتماعية القديمة للدول الأوروبية التي تتجاهل هذه الأشكال من العنف. تنص الفقرة 219 على ما يلي: «هناك العديد من الأمثلة عن الممارسات السابقة في الدول الأعضاء في المجلس الأوروبي والتي تُظهر إجراء حالات استثناء من المقاضاة في مثل هذه القضايا إذا كان الضحية والجاني متزوجان أو كانا ضمن علاقة، وأبرز مثال على ذلك هو الاغتصاب ضمن الزواج، والذي لم يُعترف بأنه اغتصاب لفترة طويلة بسبب طبيعة العلاقة بين الضحية والجاني».
أعطي اهتمام متزايد لأشكال محددة من العنف الأسري مثل القتل بدافع الشرف، والقتل بسبب المهور، والزواج القسري. بذلت الهند في العقود الأخيرة جهودًا للحد من ظاهرة القتل بسبب المهور: حيث صدر قانون حماية النساء من العنف الأسري في عام 2005 بعد سنوات من المطالبات والأنشطة من قبل المنظمات النسائية. وحظيت جرائم التهور في أمريكا اللاتينية باهتمام دولي وهي منطقة لها تاريخ طويل في معالجة عمليات القتل هذه بتساهل كبير. ذكر ويدني براون مدير قسم الدعوة في مؤسسة مراقبة حقوق الإنسان في عام 2002 أنَّ هناك أوجه تشابه بين جرائم التهور وجرائم الشرف مشيرًا إلى أنَّ: «جرائم التهور لها ديناميكية مماثلة لجرائم الشرف حيث تُقْتَلُّ النساء من قبل أفراد الأسرة الذكور وينظر للجرائم على أنها قابلة للعذر أو التفهّم».
حظي الأطفال تاريخيًا بنسبة قليلة من الحماية ضد العنف من قبل آبائهم ولا يزال هذا الحال قائمًا في العديد من أنحاء العالم. على سبيل المثال: يمكن للأب في روما القديمة قتل أطفاله بشكل قانوني. سمحت العديد من الثقافات للآباء ببيع أبنائهم للعبودية. وكانت التضحية بالأطفال أيضًا ممارسة شائعة. بدأ موضوع سوء معاملة الأطفال بجذب الاهتمام العام من خلال منشور بعنوان (متلازمة الأطفال المعرضين للضرب) من قبل الطبيب النفسي للأطفال هينري كيمب. لم تعتبر إصابات الأطفال (حتى كسور العظام المتكررة) قبل ذلك على أنها نتيجة للعنف المتعمد. وكان الاطباء بدلًا من ذلك يشخّصونها في كثير من الأحيان كأمراض عظام أو تشخيصات مقبولة لدى الوالدين كالحوادث المفاجئة مثل السقوط أو الاعتداء من قبل شبان في الحي.

## الأسباب
هناك نظريات مختلفة عديدة عن أسباب العنف المنزلي، منها النظريات النفسيّة التي تدرس السّمات الشخصيّة والخصائص العقليّة لمرتكب الجريمة، وكذلك النظريات الاجتماعية التي تنظر في العوامل الخارجية لبيئة مرتكب الجريمة؛ مثل كيان الأسرة، الضغط، والتعلّم الاجتماعي. كما في كل الظواهر المتعلقة بالتجربة البشرية؛ لا يوجد منهج كامل بإمكانه تغطية كل الحالات.
بينما هناك الكثير من النظريات حول الأسباب التي تدفع أي فرد للتصرف بعنف تجاه شريكه العاطفي أو أفراد عائلته، هناك أيضًا اهتمام متزايد حول الدورات الظاهرة بين الأجيال في العنف المنزلي. في أستراليا؛ تم تحديد أن مانسبته 75% من ضحايا العنف الأسري هم من الأطفال، بدأت خدمات لضحايا العنف المنزلي مثل «أطفال مشرقون» تركز عنايتها على الأطفال الذين تعرضوا للعنف المنزلي.
ترجح الاستجابات التي ركزت على الأطفال أن خبرات الفرد طوال حياته تؤثر على نزعته لممارسة العنف الأسري (سواء ضحية أو جانٍ). تقترح الدراسات المؤيدة لهذه النظرية أنه من المفيد التفكير بثلاثة مصادر للعنف المنزلي:
التنشئة الاجتماعية لمرحلة الطفولة، التجارب السابقة للعلاقات الثنائية في مرحلة المراهقة، ومستويات التوتر في حياة الفرد الحالية. إن الأشخاص الذين راقبوا عنف والديهم تجاه بعضهم، أو تعرضوا هم أنفسهم للعنف قد يمارسوا العنف في سلوكهم ضمن علاقاتهم التي يؤسسونها كبالغين.

### الأسباب النفسيّة
تركز النظريات النفسية على السمات الشخصيّة (تتضمن؛ الانفجارات المفاجئة للغضبK ضعف السيطرة على الانفعالاتK وضعف احترام الذات) والخصائص العقلية للجاني. تشير نظريات متعددة إلى أن الاضطراب النفسي والاضطرابات الشخصية الأخرى هي عوامل، وهذا الأذى الذي يتعرض له الأشخاص في مرحلة الطفولة يقود بعضهم إلى أن يصبحوا أكثر عنفًا عندما يصبحوا راشدين. وقد وجدت الدراسات أن هناك علاقة متبادلة بين جنوح الأحداث والعنف المنزلي في مرحلة البلوغ. ووجدت أيضًا أن هناك ارتفاع في حالات الأمراض النفسيّة بين ممارسي ومرتكبي العنف.
على سبيل المثال، تشير بعض الأبحاث إلى أن حوالي 80% من الرجال في دراسات العنف المنزلي معرضين لأمراض عقلية، عادةً، اضطرابات بالشخصيّة. «تقدر نسبة الاضطرابات الشخصية بأكثر من 15-20% من عامة السكان [...] وكلما أصبح العنف خطيرًا ومتكررًا في أي علاقة زادت احتمالية الأمراض العقلية عند هؤلاء الرجال بما يقارب 100%». يشير (دوتون) إلى أن التشكيل النفسي للرجال الذين يسيئون معاملة زوجاتهم تظهر أن لديهم قلق طويل الأمد تطور مبكرًا في حياتهم. على كل حال، فإن هذه النظريات النفسية غير متفق عليها: يرجح (جيليس) أن هذه النظريات النفسية محدودة، ويشير إلى أن الأبحاث الأخرى وجدت أنه فقط 10% (أو أقل) ينطبق عليهم هذا التشكيل النفسي. ويناقش أن العوامل الاجتماعية مهمة، بينما السمات الشخصية، والأمراض العقلية أو النفسية أقل تأثيرًا.

### الأسباب الاقتصادية
هناك الكثير من العوامل التي تؤدي إلى العنف الأسري، وتعد الأسباب الاقتصادية من العوامل المشجعة على العنف الأسري ضد الطفل، حيث أن هناك علاقة إيجابية لتأثير البيئة الاجتماعية والاقتصادية على السلوك السلبي ضد الطفل، فالمجتمعات النامية والفقيرة تعاني من أسباب اقتصادية مادية صعبة مما يؤدي إلى شعورهم بالقلق والتوتر والإحباط والصراعات الداخلية مع أنفسهم لينعكس ذلك على الأطفال عن طريق ممارسة العنف عليهم. ومن أشكاله: عدم الاستماع إلى احتياجات الطفل، الغضب، الإهمال، العقاب المتكرر، ويؤدي ذلك إلى شعور الطفل بالتعاسة والحزن. كما تؤدي الأسباب الاقتصادية إلى التأثير على الأسباب النفسية مما يؤدي إلى ارتفاع نسبة تعرض الأطفال للعنف.

## أشكال العنف المنزلي
إن جميع أشكال العنف المنزلي لها هدف واحد وهو كسب السيطرة على الضحية والحفاظ عليها. يستخدم المعتدون أساليبًا كثيرةً لممارسة قوتهم على الزوج أو الشريك: كالسيطرة، والإذلال، والعزل، والتهديد، والتخويف، والحرمان، واللوم.

### جسديًا
العنف الجسدي هو عنف يتضمن احتكاك يهدف إلى التسبب في الشعور بالخوف، والألم، والجرح، أو التسبب في المعاناة الجسدية، أو الأذى الجسدي.
يشمل العنف الجسدي الضرب، الصفع، اللكم، الخنق، الدفع، الحرق، وغيرها من أنواع الاحتكاك التي تؤدي إلى الإصابة الجسدية للضحية. ويمكن أن يشمل العنف الجسدي سلوكيات أيضًا مثل حرمان الضحية من الرعاية الطبية عند الحاجة، وحرمان الضحية من النوم أو وظائف أخرى ضرورية للعيش، أو إجبار الضحية على الانخراط في استخدام المخدرات والكحول ضد إرادتها. إذا كان الشخص يعاني من أي أذى جسدي فهذا يعني أنه يواجه عنفًا جسديًا. هذا العنف يمكن أن يواجهه في أية مرحلة. ويمكن أن يشمل أيضًا توجيه الأذى الجسدي على أهداف أخرى مثل الأطفال، أو الحيوانات الأليفة وذلك من أجل إلحاق الأذى النفسي بالضحية.

### جنسيًا
العنف الجنسي هو أي وضع يتم فيه استخدام القوة أو التهديد من أجل الحصول على مشاركة في نشاط جنسي غير مرغوب. إجبار الشخص على الانخراط في ممارسة الجنس، رغمًا عنه، حتى لو كان هذا الشخص هو الزوج أو الشريك الحميم الذي سبق أن مارس الجنس بالتراضي، فهو عمل من أعمال العدوان والعنف.
وتعرف منظمة الصحة العالمية العنف الجنسي على أنه:
•	أي فعل جنسي، أو محاولة للحصول على فعل جنسي، أو تعليقات أو تحرشات جنسية غير مرغوب فيها، أو أفعال مشبوهة أو موجهة بطريقة أخرى، ضد الحياة الجنسية للشخص باستخدام الإكراه، من قبل أي شخص بغض النظر عن علاقته بالضحية، وفي أي مكان، إذْ لا تقتصر على المنزل والعمل.
الاغتصاب الزوجي، والمعروف أيضا باسم الاغتصاب الزواجي، هو عدم الرضا بممارسة الجنس في حال كان المرتكب هو زوج الضحية. وعلى هذا النحو فهو يعتبر شكلًا من أشكال اغتصاب الشريك، والعنف المنزلي، والاعتداء الجنسي. في الولايات المتحدة الأمريكية يعتبر الاغتصاب الزوجي غير قانوني في جميع الولايات الخمسين. وفي كندا، تم تجريم الاغتصاب الزوجي في عام 1983، عندما تم إجراء تغييرات قانونية عديدة، بما في ذلك تغيير قانون الاغتصاب إلى الاعتداء الجنسي، وجعل القوانين محايدة بين الجنسين. أما في أستراليا فقد بدأ تجريم الأمر في ولاية نيو ساوث في عام 1981، وتلتها كل الولايات الأخرى من عام 1985 إلى 1992. ومنعت نيوزلندا الاغتصاب الزوجي في عام 1985، ومنعته أيرلندا في عام 1990. وفي إنجلترا وويلز، أصبح الاغتصاب الزوجي غير قانوني في عام 1991، وذلك عندما تم إلغاء إعفاء الاغتصاب الزوجي من قبل لجنة الاستئناف في مجلس اللوردات، في حالة R v R.
أنواع الاعتداء الجنسي ما يلي:
1-	استخدام القوة الجسدية لإجبار الشخص على المشاركة في فعل جنسي ضد رغبته أو رغبتها، سواء اكتمل الفعل أو لم يكتمل.
2- محاولة أو اكتمال ممارسة الجنس بمشاركة شخص غير قادر على فهم طبيعة أو حالة الفعل، أو غير قادر على رفض المشاركة، أو غير قادر على إيصال فكرة عدم الرغبة في المشاركة في ممارسة الجنس، على سبيل المثال، بسبب عدم النضج لكونه دون السن القانونية، أو بسبب المرض، أو العجز، أو كونه تحت تأثير الكحول أو المخدرات الأخرى أو بسبب التهديد أو الضغط.

### اقتصادياً
يقصد بهذا المفهوم منع الأنثى من قبل أحد أفراد أسرتها المهيمنين (الأب، الأخ، الزوج) من حق التعليم والحصول على وظيفة أو إذا كانت صاحبة دخل فإنه يتحكم بهذا الدخل ويمنعه عنها وبالتالي تصبح تحت رحمته من الناحية المالية والتي يستخدمها كوسيلة لإخضاعها.

### العنف العاطفي(يسمى أيضًاالعنف النفسيأو الفكري)
ويشمل الاعتداء على الضحية وإذلاله إما سرًا أو علنًا، التحكم بالممارسات التي يمكن أو لا يمكن للضحية القيام بها، إخفاء بعض الحقائق عن الضحية، تعمد إحراجه أو الانتقاص من قيمته، أيضًا عزل الضحية اجتماعيًا بإبعاده عن عائلته وأصدقائه بالإضافة إلى ذلك يتم ابتزاز الضحية بإيذاء الأخرى ن من حوله متى ما شعر بالسعادة والاستقلال الذاتي. من صور الاعتداء العاطفي أيضًا الحيلولة بين الضحية وكل ما قد يحتاجه من موارد أساسية في حياته كالمال مثلًا. هذا وكل ما قد يتسبب بإهانة الإنسان يندرج تحت مسمى العنف العاطفي.
العنف العاطفي يتضمن أي إساءة لفظية يمكن أن تحمل خلالها تهديدًا للضحية، أو إخافته، أو التقليل من قيمته أو ثقته بذاته أو تقييد حريته. من صور العنف العاطفي أيضًا أن يتم تهديد الضحية مع إيذائه جسديًا كمثال لذلك: يهدد الضحية بأنه سيقتل في حال فكر بأن يتخلى عن علاقته بالجاني. بالإضافة إلى ذلك يهدد الضحية بأنه سوف يفضح علنًا إذا ما أقبل على هكذا تصرف. من الصور الأخرى للعنف العاطفي هو الانتقاد المستمر بتوجيه الشتائم المستمرة إلى الضحية وإطلاق بعض العبارات عليه مما من شأنه أن يقلل من ثقته بنفسه وهذا ما يسمى بالعنف اللغوي العاطفي. أيضًا غالبًا ما يقوم الجاني باستخدام الأطفال للتمادي في العنف العاطفي على الضحية وذلك بتلقين الأطفال بعض العبارات القاسية لترديدها على مسامع الضحية. من جانب آخر نرى أن الجاني يقوم بتضليل الضحية بأن يتصرف تصرفات ليست منطقية بغرض تشتيت تركيز الضحية كأن يقول شيءًا وهو يعني شيءًا آخر أو يفعل شيءًا ويقصد منه شيءًا آخر وفي المقابل يشعر الضحية بعدم الأمان ويبدأ بمسائلة نفسه هل هو فعلًا يتعرض لعنف عاطفي أم هو متوهم بذلك أو قد يشعر بأن ما يتعرض له من عنف عاطفي ما هو إلا بسببه.
يقوم الجاني في العنف العاطفي بجهد كبير لفصل الضحية وعزله وعدم السماح له بالتواصل مع عائلته وأصدقائه وهذا يتسبب بإبعاد الضحية عن أي شخص قد يكون له دور في إقناعه بالتخلي عن العلاقة التي تربطه بالجاني.
أيضًا من الأساليب المتبعة في العنف العاطفي إبعاد الضحية عن أي موارد قد تشكل مصدر قوة يعود إليها إذا ما قرر التخلي عن العلاقة. كل ذلك يتسبب للضحية بالعزلة نتيجة للضرر الذي أدى إلى شك الضحية بمقدار قوته الداخلية، لذلك كثير ما نجد ضحايا العنف العاطفي في حالة من اليأس والإحباط ويصور لهم استحالة الهرب من وضعهم الحالي.
غالبًا ما يشعر ضحايا العنف العاطفي بأنهم لا يمتلكون أنفسهم ودائمًا ما يشعرون بأنهم تحت سيطرة الأخرى ن التامة. الرجال والنساء على حد سواء ممن تعرضوا للاعتداء العاطفي عادةً ما يعانون من الاكتئاب وذلك يزيد من احتمالية تعرضهم للانتحار، إضرابات الأكل، إدمان المخدرات والكحوليات.

## الآثار

### على الأطفال
3.3 مليون طفل سنويا يشهدون العنف المنزلي في الولايات المتحدة. وهناك زيادة في الإقرارت بإن الطفل الذي يتعرض للعنف المنزلي أثناء تربيته سيعاني في حياته التنموية والنفسية. ونظرًا للوعي بالعنف المنزلي اضطر بعض الأطفال للمواجهة، والعنف المنزلي عمومًا يؤثر على كيفية تطور الطفل عاطفيًا، اجتماعيًا، سلوكيًا وكذلك إدراكيًا. وبعض المشاكل العاطفية والسلوكية قد تكون ناتجة بسبب العنف المنزلي وتشمل زيادة في العدوانية، القلق، وتغيرات في تفاعل الطفل مع الأصدقاء، العائلة، والسلطات. وتسبب هذه التجارب المؤلمة الاكتئاب، وهبوط في احترام الذات. وتتزايد هذه المشاكل في المدارس لعدم وجود المهارات مثل مهارة حل المشاكل.لقد وُجد ارتباط بين تجربة الاعتداء والإهمال في مرحلة الطفولة وارتكاب العنف المنزلي والاعتداء الجنسي في سن البلوغ. بالإضافة إلى ذلك، في بعض الحالات يقوم المعتدي بالاعتداء على الأم أو الأب أمام الطفل عمدًا لإحداث إثر مضاعف، وإيذاء ضحتين في ذات الوقت. وقد وُجد بإن الأطفال الذين يشهدون الاعتداء على أحد الوالدين هم الأكثر عرضة لظهور أعراض اضطراب ما بعد الصدمة. ومن المرجّح أن تكون العواقب أكثر شدة على الأطفال إذا تطورت اضطرابات ما بعد صدمة الاعتداء على الأم ولم يسعون للعلاج بسبب صعوبة مساعدة الأم لطفلها لمعالجة تجربته في مشاهدة العنف المنزلي. وقد بدأ برنامج منع العنف العائلي في أستراليا ودول أخرى بالتركيز على دورات كسر الحواجر بين الأجيال، ووفقًا لمعايير)أوست) الوطنية للعمل مع الأطفال المعرضين للعنف العائلي من المهم أن تقر بإن العنف الأسري هو إساءة في معاملة الأطفال. وقد سُلط الضوء على بعض من آثار العنف الأسري في ولاية كوينزلاند والحملة التوعويه sunnykids.

### جسديًا
كدمات، كسور العظام، إصابات الرأس، تمزقات، ونزيف داخلي هذه بعض التأثيرات الحادة التي تحدث وتطلب العناية الطبية. يوجد بعض الحالات الصحية المزمنة التي تم ربطها مع ضحايا العنف المنزلي كالتهاب المفاصل، متلازمة القولون العصبي، الآلام المزمنة، آلام الحوض، القرحة، والصداع النصفي. ويزداد العنف المنزلي خطورة في حال إن كانت الضحية حامل فيسبب الإجهاض، الوضع قبل الموعد، إصابة أو وفاة الجنين.

### لفظيًا
الإهانة اللفظية هي نوع من أنواع العنف العاطفي وتشمل استخدام اللغة، ويمكن الإشارة لها أيضًا على أنها فعل تهديد، فعن طريق تهديد شخص ما، أنت تقول له بشكل صريح وواضح انك قد تؤذيه بطريقة ما وهذا يُعتبر عنف، وقد يشمل ذلك استخدام لغة الإساءة وهذا يحدث باستخدام أو عدم استخدام الشتائم.
الإهانة اللفظية قد تشمل أفعال عدوانية كالشتم واللوم والسخرية والازدراء والانتقاد، ولكن هناك أيضًا اشكال اقل وضوحًا للإساءة اللفظية، التعبيرات اللفظية التي تبدو سليمة وخالية من الإساءة ظاهريًا قد تحمل في طياتها محاولات للإهانة أو للاتهام ظلمًا أو للتلاعب بالآخرين للقيام بافعال غير مرغوبة أو لأشعارهم بآنه غير مرغوب بهم أو انهم غير محبوبين أو لتهديد الآخرين ماليًا أو لفصل الضحايا عن مصادر الدعم.
في سلوكيات (جيكل وهايد)، المعتدي قد يتقلب ما بين نوبات غضب مفاجأة وبين بشاشة كاذبة باتجاه الضحية أو قد يُظهر «وجه» آخر مختلف جدًا إلى العالم الخارجي، في حين ان الاتصال اللفظي هو الأكثر شيوعًا من أنواع الإهانة اللفظية، الا انه يشمل أيضًا الاتصال التعسفي بشكل مكتوب

### ماديًا
الإساءة المادية هي نوع من أنواع العنف عندما يسيطر أحد الأطراف في العلاقة الزوجية على مقدرة الطرف الآخر في الوصول إلى الموارد المالية. الإساءة المادية قد تشمل منع الطرف الآخر من امتلاك الموارد المالية أو تقنين مقدار الموارد المُستخدمة من قبل الضحية أو استغلال موارده المالية، الدافع وراء منع الطرف الآخر من اقتناء الموارد المالية هو الحد من قدرة الضحية على اعالة نفسه بحيث يُجْبَر على الاعتماد ماديًا على الجاني وهذا يشمل منع الضحية من الحصول على التعليم أو البحث عن وظيفة أو الحفاظ أو التقدم وظيفيًا أو الحصول على الممتلكات. بالإضافة إلى ذلك، قد يحد المعتدي من مصروف الضحية، ليراقب كيفية صرف الضحية للمال أو صرف مال الضحية بدون موافقته مما يؤدي إلى مديونية الضحية أو صرف مدخراته كاملة للحد من الموارد المالية المتاحة له.

## آثار المدى الطويل
يتعرض الكثير من الضحايا الذين ما زالوا يعيشون مع المعتدين عليهم، إلى نسبة عالية جدًا من التوتر والخوف والقلق، كما ينتشر الاكتئاب بينهم حيث يتم دفع الضحايا للشعور بالذنب لقيامهم «باستفزاز» المعتدي ليسئ معاملتهم وبذلك يتعرضون لانتقادات شديدة. وقد أفادت تقارير بأن 60% من الضحايا تنطبق عليهم المعايير التشخيصية للاكتئاب سواءً أثناء العلاقة أو بعد قطعها، ولديهم ميل متزايد للإقدام على الانتحار. وبالإضافة إلى الاكتئاب، كثيرًا ما يصاب ضحايا العنف المنزلي بحالات مزمنة من القلق والذعر، وغالبًا ما تنطبق عليهم المعايير التشخيصية لـ «اضطراب القلق العام» و«اضطراب الهلع». وأكثر الآثار النفسية للعنف المنزلي شيوعا وانتشارا هو «اضطراب ما بعد الصدمة» (PTSD).
أهم ما يميز اضطراب ما بعد الصدمة (الذي يمر به الضحايا) هو استرجاع الذكريات الماضية (إرجاعات زمنية)، والصور الملحة، وردات الفعل المفاجئة والمبالغ فيها، والكوابيس، وتجنبهم للأعمال التي قد تؤدي لتعرضهم للإساءة. ويستمر الضحية بشكل عام في الشعور بهذه الأعراض لفترة طويلة من الزمن بعد ابتعاده عن الوضع الخطير. يؤكد العديد من الباحثين على احتمالية أن اضطراب ما بعد الصدمة هو أفضل تشخيص لمن يعانون من الآثار النفسية للعنف المنزلي، حيث أنه المسؤول عن العديد من الأعراض الشائعة التي يمر بها ضحايا الصدمات النفسية.

### الآثار النفسية
قد يتفاجأ الضحايا بحقيقة حجم ومدى ما سلبهم الاعتداء من استقلالية حين يقررون هجر المعتدين عليهم. ونظرا للاستغلال والعزلة الاقتصادية التي فرضت عليهم، فعادة لا يمتلك الضحايا إلا القليل من المال والأشخاص الذين يمكنهم الاعتماد على مساعدتهم لهم. وقد تبين أن هذه أعظم العقبات التي تواجه ضحايا العنف المنزلي، وأقوى عامل يمكن أن يثنيهم عن هجر المعتدين عليهم. وبالإضافة إلى افتقادهم لموارد مالية، فعادة ما يفتقد ضحايا العنف المنزلي للمهارات المتخصصة والتعليم والتدريب اللازم للحصول على وظيفة، وقد يكون لديهم عدة أطفال يعيلونهم.
أعلنت 36 مدينة من كبرى مدن الولايات المتحدة الأمريكية في العام 2003، أن العنف المنزلي أحد أبرز أسباب ظاهرة التشرد في هذه المدن. كما تمت الإشارة أيضا إلى أن واحدة من بين ثلاث نساء مشردات فقدت مأواها بسبب قطعها لعلاقة شابها العنف المنزلي. وإذا ما تمكنت الضحية من تأمين سكن بالإيجار، فمن المرجح أن المجمع السكني الذي تقطنه الضحية يعتمد سياسة «اللا-تسامح قطعيا» مع الجرائم، وهذه السياسة يمكن أن تؤدي إلى مطالبتهم بإخلاء السكن حتى لو كانوا هم ضحايا العنف (وليسوا المعتدين أنفسهم). وفي حين ارتفع بشكل متنامي عدد الملاجئ والموارد المجتمعية المخصصة لضحايا العنف المنزلي، فإن هذه الجمعيات لديها عدد قليل من العاملين فيها مقابل المئات والمئات من الضحايا الذين يلتمسون المساعدة، الأمر الذي يؤدي إلى بقاء العديد من الضحايا بدون المساعدة التي يحتاجونها.

## الآثار الصحية
تشمل الآثار الصحية الصداع وآلام الظهر وآلام البطن والألم الليفي العضلي والاضطرابات المعدية المعوية ونقص القدرة على التحرّك وتدهور الحالة الصحية عمومًا. وقد يُسجّل، في بعض الحالات، وقوع إصابات مميتة وغير مميتة على حد سواء. يمكن أن يؤدي العنف الممارس من قبل الشريك المعاشر والعنف الجنسي إلى حدوث حالات الحمل غير المرغوب فيه والمشاكل الصحية النسائية وحالات الإجهاض المتعمّدة وأنواع العدوى المنقولة جنسيًا، بما في ذلك عدوى فيروس الأيدز. كما يؤدي العنف الممارس من قبل الشريك المعاشر أثناء فترة الحمل إلى زيادة احتمال وقوع الإجهاض التلقائي والإملاص والوضع قبل تمام فترة الحمل وانخفاض وزن الطفل عند الميلاد. يمكن أن يؤدي هذان الشكلان من العنف إلى الاكتئاب، واضطرابات الإجهاد التي تلي الرضوح، ومشاكل النوم، واضطرابات الأكل، والضيق الانفعالي، ومحاولات الانتحار.
يمكن أن يؤدي العنف الجنسي، لاسيما أثناء الطفولة، إلى زيادة احتمال التدخين وإدمان المخدرات والكحول وانتهاج سلوكيات جنسية خطرة في مرحلة لاحقة من العمر. كما توجد علاقة بين التعرّض لذلك العنف في الصغر وممارسته (فيما يخص الذكور) أو الوقوع ضحية له (فيما يخص الإناث) عند الكبر.

## الآثار الاجتماعية والاقتصادية
يؤدي العنف الممارس ضد المرأة إلى تكبّد تكاليف اجتماعية واقتصادية ضخمة تخلّف آثارًا عديدة على المجتمع قاطبة. فقد تعاني النساء من العزلة وعدم القدرة على العمل وفقدان الأجر ونقص المشاركة في الأنشطة المنتظمة وعدم التمكّن من الاعتناء بأنفسهن وأطفالهن إلاّ بشكل محدود.

### الآثار بعيدة المدى
قد يؤدي العنف المنزلي إلى ردود أفعال مختلفة لدى الضحايا، وكلها مهمة للغاية لأي شخص مختص يعمل مع أحد هؤلاء الضحايا. وتشمل العواقب الرئيسية لتجريم العنف المنزلي: قضايا الصحة النفسية والعقلية ومشاكل صحية جسدية مزمنة. إن افتقار الضحية الكامل للموارد المالية يؤدي به إلى الوقوع في براثن الفقر والتشرد.

## الآثار التي يتحمّلها الأطفال
من المرجّح أن يواجه الأطفال الذين نشؤوا في أسر ينتشر فيها العنف الممارس من قبل الشريك المعاشر طائفة من الاضطرابات السلوكية والعاطفية يمكن أن تؤدي بهم إلى اقتراف ذلك العنف أو الوقوع ضحية له في مرحلة لاحقة من حياتهم. تم الكشف أيضًا عن وجود علاقة بين العنف الممارس من قبل الشريك المعاشر وارتفاع معدلات وفيات الرضّع والأطفال ومعدلات إصابتهم بالأمراض (مثل أمراض الإسهال وحالات سوء التغذية).

### العنف المنزلي والحمل
ترتفع مخاطر العنف الأسري على الصحة خلال فترة الحمل، إذ أن تعرضت المرأة الحامل لأي شكل من أشكال العنف سواءً الجسدي أو اللفظي أو العاطفي يؤدي إلى آثار سلبية على الأم والجنين. يصنف العنف المنزلي خلال فترة الحمل من إساءة المعاملة للمرأة الحامل، حيث يمكن أن يتغير نمط العنف حسب حدته وتكرره. إساءة المعاملة يمكن أن تكون مشكلة طويلة الأمد في العلاقة الزوجية الممتدة حتى حدوث الحمل أو قد تبدأ خلال فترة الحمل. بالرغم من حدوث حالات عنف من المرأة ضد الرجل إلا أن أسوأ حالات العنف المنزلي هي التي تمارس من قبل الرجل ضد المرأة.
يمكن أن يثار العنف المنزلي بسبب الحمل لعدة أسباب. الحمل بحد ذاته يمكن أن يكون نوعًا من الإكراه، وظاهرة منع حق اختيار الشخص في الإنجاب أو عدمه يطلق عليها (تخريب التحكم بالإنجاب)، أو الإكراه على الإنجاب. تشير الدراسات على تخريب التحكم بالإنجاب الذي يتم ممارسته من قبل الرجال على النساء تشير تلك الدراسات إلى وجود علاقة قوية بين العنف المنزلي وتخريب التحكم بالإنجاب. يمكن للحمل أن يؤدي إلى توقف العنف المنزلي مؤقتًا نظرًا لعدم رغبة المعنف في أذية الجنين عندها يكون خطر العنف المنزلي مضاعفًا بعد الولادة مباشرة.

### الآثار اللاحقة
تشير دراسات حديثة إلى وجود صلة قوية بين التعرض للعنف الأسري وإساءة المعاملة بمختلف أشكالها وبين المعدلات العالية للحالات المزمنة. وأكبر دليل على ذلك يأتي من سلسلة دراسات أُطلق عليها (التجارب السلبية لمرحلة الطفولة) والتي تظهر العلاقة بين التعرض لسوء المعاملة والتجاهل وبين المعدلات العالية للحالات المزمنة في مرحلة الرشد بالإضافة إلى السلوكيات عالية المخاطر على الصحة وقصر العمر.
تراكمت الأدلة على ارتباط الصحة الجسدية بالعنف المنزلي ضد النساء منذ بدايات التسعينات الميلادية. بالإضافة إلى ذلك من المهم الأخذ بالاعتبار أثر العنف الأسري ومضاعفاته النفسية الجسدية على النساء أمهات الأطفال والرضع. أشارت دراسات متعددة أن اضطراب ما بعد الصدمة (posttraumatic stress disorder) المرتبط بالعنف في شخصية الأم يمكن أن يتدخل في استجابة الطفل للعنف المنزلي والأحداث الصادمة الأخرى، بالرغم من محاولات الأم المصدومة عدم حدوث ذلك. لذلك فإن وكالات الخدمات والممارسين المهتمين باحتياجات ضحايا العنف المنزلي يستحسن أن يقوموا بتقييم ضحية العنف على أنه أحد الوالدين وتقييم سلامة ورفاه الأطفال في المنزل.
مؤخرًا، أعمال الباحث كورسو بدأت في تحديد حجم التأثير الاقتصادي للعنف وسوء المعاملة كميًا. أحد آخر الإصدارات (التكاليف المخفية للرعاية الصحية: التأثير الاقتصادي للعنف وإساءة المعاملة) تشير أعماله إلى أن التعرض للعنف وإساءة المعاملة يمثل قضية هامة ومكلفة للصحة العامة والتي يجب الانتباه لها من قبل نظام الرعاية الصحية.

## دواعى الاهتمام بظاهره العنف

### الشيوع
تشير نتائج البحوث الغربية إلي انتشار العنف في الأسرة بأشكاله ومستوياته لدرجه يقال معها ان الأسرة؛ أصبحت من أكثر مؤسسات العنف في المجتمع ، مما يتفق مع هذه المقوله أن إحصائيات القتل _هو أشد أنواع العنف في أستراليا تشير إلي ان 42% من جرائم القتل التي ارتكبت ما بين أعوام 1968_1981 فإن منفذوها وضحاياها من بين أفراد الأسرة 60% من مجمل حوادث القتل وقعت ما بين أعوام 1961_1974.

### العواقب السلبية للعنف
- آثار العنف علي الضحية .
- الآثار السلبية للعنف .
- الكلفة الاجتماعيه.
- سهوله ارتكاب العنف في الأسرة وصعوبه اكتشافه.
- إدراك الدلالات النفسيه والاجتماعيه للعنف .[21]

## صعوبات تقييم ظاهره العنف الأسري
- حساسيه الموضوع
- انخفاض معدلات الإبلاغ
- إنكار حدوث العنف
- تحيز العينات وعدم تمثيلها للجمهور المنخرط في العنف[22]

## اضطراب الصراعات الزوجية
إن لجان التخطيط والبحث التابعة لجمعية الطب النفسي الأمريكية والخاصة بإعداد الدليل التشخيصي والإحصائي الخامس للاضطرابات النفسية والعقلية (والذي يتوقع صدوره عام 2012) قامت بفحص مجموعة من الاضطرابات العلاقاتية والتي تشمل اضطراب الصراعات الزوجية دون استخدام العنف أو اضطراب سوء المعاملة الزوجية (اضطراب الصراعات الزوجية باستخدام العنف). أولًا، يذهب في بعض الأحيان الأزواج الذين يعانون من اضطراب في علاقاتهم الزوجية إلى مراكز العناية النفسية الإكلينيكية لأنهم يدركون مدى درجة الاستياء الذي دام طويلًا من علاقاتهم الزوجية، لذا فإنهم يُقْدمون على استشارة الأخصائي النفسي الإكلينيكي في تلك المراكز من تلقاء أنفسهم أو إثر إحالتهم من قِبَل أحد الممارسين لمجال الرعاية الصحية ذوي الخبرة. ثانيًا، يشوب العلاقة الزوجية عنفًا خطيرًا للغاية والذي يتمثل غالبًا في «ضرب الزوج للزوجة ضربًا مبرحًا».
وفي مثل هذه الحالات، تكون غرفة الطوارئ أو السلطة القانونية في الغالب هي أول من يخطر الأخصائي النفسي الإكلينيكي بهذا الأمر. والأهم من ذلك أن العنف الزوجي «يمثل أحد العوامل الرئيسية التي تؤدي إلى التعرض للمخاطر بشكل كبير، حيث أنه قد يسبب إصابات بالغة وقد يفضي في بعض الأحيان إلى الوفاة، وتكون السيدات اللاتي يعانين من حدة العنف في الحياة الزوجية أكثر عرضة للإصابات الخطيرة أو للقتل (وذلك وفقًا لدراسة أجراها المجلس الاستشاري الوطني عام 2000 لمناهضة سلوك العنف الممارس ضد المرأة)». ويضيف الباحثون القائمون على هذه الدراسة أن «هناك الآن جدلًا كبيرًا حول ما إذا كان من الأفضل أن نعتبر العنف الزوجي الذي يمارسه الرجل ضد المرأة هو انعكاس للاضطراب النفسي المرضي الذي يعاني منه الرجل ورغبته في التحكم في زوجته أم لا أو ما إذا كانت هناك قاعدة تجريبية وفائدة إكلينيكية من وراء تشخيص هذه الحالات باعتبارها اضطرابات علاقاتية».
وينبغي أن تتضمن النصائح التي تقدم للأخصائي النفسي الإكلينيكي بشأن تشخيص اضطراب العلاقة الزوجية أهمية قيامه بتقييم درجة العنف الفعلي أو المحتمل الذي يمارسه الرجال بصورة منتظمة مثلما يقيِّمون احتمالية حدوث حالات الانتحار لدى مرضى الاكتئاب. وعلاوة على ذلك، «فإنه ينبغي أن يولي الأخصائيون النفسيون الإكلينيكيون اهتمامًا بالغًا بالزوجة التي تعرضت للضرب المبرح من قبل زوجها وألا يتغافلوا عنها خاصة بعد انفصالها عن زوجها، حيث تشير بعض المعلومات إلى أن الفترة التي تلي الطلاق مباشرةً هي الفترة العصيبة التي تتعرض فيها النساء لأكبر كم من المخاطر. حيث يقوم العديد من الرجال بمطاردة زوجاتهم ومحاولة ضربهن وإلحاق الضرر بهن سعيًا وراء إعادتهن للحياة الزوجية مرًة أخرى أو معاقبتهن على الانفصال. ويمكن استكمال التقييمات الأولية الخاصة بالعوامل التي من المحتمل أن تؤدي إلى سلوك العنف في العلاقة الزوجية من خلال إجراء مقابلات قياسية واستطلاعات للرأي، حيث كانت تعد من المصادر الفعالة والموثوق بنتائجها في عملية اكتشاف العنف الزوجي بطريقة تتسم بالمنهجية بصورة أكبر.»
ويختتم القائمون على هذه الدراسة قولهم - فيما يتعلق بالزيجات التي يشوبها العنف - بما يطلقون عليه «أحدث المعلومات» والتي كانت تعني أنه «مع مرور الوقت ربما يقل معدل سلوك العنف الذي يمارسه الرجل ضد زوجته، سواء في صورة الضرب أو غيره، حيث إنه ربما يكون قد نجح بالفعل في تخويف وتهديد زوجته. ولا يزال سلوك العنف خطرًا قويًا يهدد العلاقة الزوجية التي كان يعد العنف سمة من سماتها الرئيسية في الماضي. ومن ثم، يكون العلاج النفسي في هذه الحالات ضروريًا للغاية، فليس من المفترض أن ينتظر الأخصائي النفسي الإكلينيكي ويقف موقف المشاهد حتى تشتد ظاهرة العنف في العلاقة الزوجية.» تتمثل أهم أولويات الطب الإكلينيكي في حماية الزوجة حيث أنها الأكثر تعرضًا لمخاطر العنف، ويتحتم أن يكون الأخصائيون النفسيون الإكلينيكيون على وعي تام بأن دعمهم للزوجة التي تتعرض للضرب من قبل زوجها أن دعمهم لها والإصرار على حقها في ذلك ربما يؤدي إلى تعرضها إلى المزيد من الضرب أو حتى الوفاة.

## التصنيف الديناميكي
يحدث العنف غالبًا من شخص ضد شريكه الحميم كوسيلة للسيطرة عليه، مهما كان هذا النوع من العنف غير واضح كثيرا. تحدث أنواع كثيرة من عنف الشريك الحميم بما في ذلك العنف بين الرجال والأزواج مثلي الجنس، والنساء ضد شركائهن الذكور.

### أنواع عنف الشريك الحميم
المقال الرئيسي: عنف الشريك الحميم
يرى مايكل جونسون أن هناك ثلاثة أنواع رئيسية من عنف الشريك الحميم، الذي تدعمه البحوث التالية والتقييم، بالإضافة إلى الباحثين المستقلين.
يتم التفريق بين أنواع العنف، ودوافع مرتكبيها، والسياق الاجتماعي والثقافي على أساس العديد من أنماط الحوادث ودوافع الجاني. أنواع العنف التي حددها جونسون :
•عنف الزوجين المشترك الذي لم يصل إلى سيطرة السلوك العام، يحدث في حالة واحدة عندما يتعرض أحد أو كلا الزوجين للضرب جسديا.
•الإرهاب الحميمي قد يشمل أيضا الإساءة العاطفية والنفسية. الإرهاب الحميمي عمومًا هو نوع من الأشكال فيه يسيطر الشريك على شريكه. الإرهاب الحميمي أقل شيوعًا من عنف الزوجين المشترك، ومن المرجح أن يتصاعد مع مرور الوقت، وليس من المحتمل أن يكون مشتركًا (متبادلًا) ولكن قد ينتج عنه أضرارًا خطيرة، هناك نوعان من مرتكبي الإرهاب الحميمي :(عمومي، عنيف، غير اجتماعي) و (منزعج، هامشي) النوع الأول يتضمن الرجال ذوي النفسية العامة المضطربة وذوي الميول العنيفة. والنوع الآخر هم من الرجال الذين يعتمدون على العلاقة العاطفيه. ولقد وجد هذا التقسيم دعمًا في التقييمات اللاحقة.
•المقاومة العنيفة، تفسر في بعض الأحيان باسم «الدفاع عن النفس» وهو عنف يمارس من قبل الضحايا ضد شركائهم المعنفين.
•السيطرة العنيفة المتبادلة هو نوع نادر من عنف الشريك الحميم يحدث عندما يتصرف كلا الشريكين بطريقة عنيفة، ويكافح من أجل السيطرة.
حدد هولتزورث مونرو، وستيوارت (1994) أنواعًا للذكور المعتدين وتشمل «العائلة فقط»، والمندرجة مبدئيا تحت نوع عنف الزوجين المشترك الذين هم عموما أقل عنفًا وأقل احتمالًا لارتكاب الاعتداء النفسي والجنسي.

### أنواع إضافية
آخرون، مثل المراكز الأميركية لمكافحة الأمراض، تقسم العنف المنزلي إلى نوعين : العنف المتبادل، وفيه كلا الشريكين عنيفان، والعنف غير المتبادل، وفيه شريك واحد فقط عنيف.

## الانتشار
يحدث العنف المنزلي في جميع أنحاء العالم، وفي مختلف الثقافات، ويؤثر على الناس من جميع الطبقات. ووفقًا لإحدى الدراسات، فإن نسبة النساء اللواتي قمن بالإبلاغ عن تعرضهن للإيذاء الجسدي من قبل شريكهن الحميم تتفاوت بين 69% إلى 10% وذلك تبعًا لاختلاف الدولة.
في الولايات المتحدة، ووفقًا لمكتب الإحصائيات القضائية فإنه في عام 1995 كانت نسبة النساء المبلغات عن عنف الشريك الحميم أكبر بست مرات من نسبة الرجال. ويشير المسح الوطني لضحايا الجريمة إلى أنه في عام 1998 ارتكبت نحو 876.340 جريمة عنف في الولايات المتحدة ضد المرأة من أزواجهن الحاليين أو السابقين، أو أصدقائهن الحميمين. ووفقًا لمراكز مكافحة الأمراض، فإن في الولايات المتحدة 4.8 مليون من النساء اللواتي يعانين من الاعتداءات الجسدية والاغتصاب من قبل شريكهن الحميم، وحوالي 2.9 مليون من الرجال هم ضحايا الاعتداء الجسدي من قبل شركائهم. كما وجدت الدراسات أن الرجال على الأرجح أقل بكثير في نسبة الإبلاغ عن الإيذاء في هذه الحالات. ووفقا لبعض الدراسات فإن أقل من 1% من حالات العنف المنزلي يتم التبليغ عنها لدى الشرطة. في الولايات المتحدة، حوالي 10 – 35% من السكان يُتَوقَع أن يمارسوا العدوانية تجاه الشريك في مرحلة ما من حياتهم. وكلما أصبح الاعتداء قاسي، كلما أصبح تصوير النساء كضحايا بازدياد.
في كشمير قامت مكافحة انتشار العنف المنزلي بجذب الناشطين الهندوس والمسلمين معا. إضافة إلى ذلك، فقد تعرضت جوانب من القانون الإسلامي إلى النقد بسبب ما يعتقده البعض بأنها «تشجع» على العنف المنزلي. حيث وجدت إحدى الدراسات أن نصف النساء الفلسطينيات وقعن ضحايا للعنف المنزلي. وذكرت الدراسة أن 80% من النساء اللاتي شملهن الاستطلاع في الريف المصري قالوا أن الضرب أمر شائع ومبرر في كثير من الأحيان، لاسيما إذا رفضت المرأة ممارسة الجنس مع زوجها. منظمة حقوق الإنسان وجدت أن أكثر من 90% من النساء في باكستان تعرضن لشكل من أشكال سوء المعاملة داخل منازلهن. وتقدر الإحصائيات غير الرسمية أن 97% من النساء الهنديات عانين من العنف في مرحلة ما من حياتهن. وفي بعض المجتمعات المحلية في ولاية لاغوس بنيجيريا يقول حوالي ثلثي النساء أنهنّ ضحايا للعنف المنزلي. وفي تركيا 42% من النساء فوق 15 سنة تعرضن للعنف الجسدي أو الجنسي.
وفي إحصائيات نشرت في عام 2004، تبين أن نسبة ضحايا العنف المنزلي في أستراليا للنساء من السكان الأصليين قد تكون مضاعفة بنسبة 40 مرة مقارنة بالنساء من غير السكان الأصليين.
نتائج الدراسات التي تقوم بتقدير مدى انتشار العنف المنزلي تختلف اختلافًا كبيرًا، وذلك اعتمادًا على نوعية صيغة أسئلة الاستطلاع، وكيف يتم إجراء الاستطلاع، والتعريف المستخدم لسوء المعاملة أو العنف، ورغبة أو عدم رغبة الضحايا في الاعتراف بأنهم تعرضوا لسوء المعاملة وغيرها من العوامل. فعلى سبيل المثال، قام ستراوس (2005) بإجراء دراسة حيث أشارت التقديرات فيها إلى أن معدل الاعتداءات البسيطة من قبل النساء في الولايات المتحدة ما يقارب 78 لكل 1000 زوج، مقارنة بنسبة الاعتداءات من قبل الرجال حيث وصلت 72 حالة لكل 1000، وكان معدل الاعتداء الشديد من قبل النساء حوالي 46 لكل 1000 من الأزواج، وحوالي 50 لكل 1000 من قبل الرجال. بالإضافة إلى أن الاختلاف هو أمر هام من الناحية الإحصائية، فقد قال بما أن هذه المعدلات استندت بشكل حصري على معلومات قدمتها نساء العينة فقط، فإن شبه المساواة في نسب الاعتداء لا يمكن أن يعزى للانحياز إلى جنس معين في هذا التقرير.
في إحدى التحليلات وجد أن "النساء على النحو البدني عدوانيات أو أكثر عدوانية من الرجال في علاقاتهن مع أزواجهن أو شركائهن الذكور. ولكن الدراسات أظهرت أن النساء هن أكثر عرضة للإصابة. وفي تحليل الميتا لآرشر وجد أن 65% من النساء في الولايات المتحدة يعانون من إصابات العنف المنزلي. وأظهرت دراسة كندية أن 7% من النساء و6% من الرجال تعرضوا لسوء المعاملة على أيدي شركائهم الحاليين أو السابقين، لكن النساء من ضحايا العنف الزوجي أكثر عرضة للإصابة بضعف مرتين من الضحايا الرجال، وعرضة بثلاث مرات وأكثر للشعور بالخوف على حياتهن، ومضاعفة مرتين أن تكون مطاردة، وأن تواجه أكثر من عشرة حوادث عنف. ومع ذلك فقد لاحظ ستراوس أن الدراسات الكندية حول العنف المنزلي استبعدت الأسئلة التي تسأل الرجال عمَّا إذا كانوا قد وقعوا ضحايا على أيدي زوجاتهم.
أظهرت بعض الدراسات أن العلاقات المثلية لديها نفس مستويات العنف الموجودة في العلاقات بين المختلفين في الجنس.

## نموذج دولوث
في عام 1981 أصبح مشروع دولوث للتدخل في العنف المنزلي هو أول برنامج متعدد التخصصات ويهدف إلى معالجة مسألة العنف المنزلي. وقد جرت هذه التجربة في دولوث بمينيسوتا، والتي يشار إليها غالبا باسم «مشروع دولوث» لأنها تتطورت باستمرار من خلال تقديم المساعدة من المجتمع بأكمله.
وقد قام هذا المشروع بالتنسيق مع أقسام حكومية تتعامل مع حالات محلية، كما قامت بجذب عناصر متنوعة للنظام معًا، بدءًا من رجال الشرطة في الشارع إلى إيجاد ملاجئ للنساء المعنفات وتوظيف ضباط مراقبة السلوك للإشراف على الجُناة. وقد أصبح هذا البرنامج نموذجا للسلطات القضائية الأخرى التي تسعى إلى التعامل بفعالية أكبر مع العنف المنزلي. وفي العديد من المناطق تقوم الإصلاحيات والأقسام الحكومية بمراقبة سلوك جُناة العنف المنزلي عن طريق الإشراف عليهم عن كثب، كما تعير مزيدا من الانتباه لاحتياجات الضحية والمسائل المتعلقة بالسلامة.
إن العديد من ضحايا الاعتداء ينفصلون عن المعتدين عليهم، إلا أنهم في نهاية الأمر يعودون إليهم. وقد أظهرت الدراسات أن العامل الرئيسي الذي يساعد الضحية في تأسيس استقلال دائم عن الشريك السيئ هو قدرتها أو قدرتهُ على الحصول على المساعدة القانونية. وقد قام الاقتصاديون في مركز برينان للعدالة بتحليل البيانات التابعة لمكتب الإحصاءات القضائية وذلك من أجل تحديد ما يفسر انخفاض نسبة الاعتداءات المُبَلغ عنها في عموم البلاد. وكشفت النتائج التي توصلوا إليها أن أحد العوامل المهمة هو مدى توفر الخدمات القانونية لمساعدة ضحايا سوء المعاملة. كما ذكرت دراسة أخرى كبيرة قام بها خبراء الاقتصاد في جامعة كولغيت وجامعة ولاية اركنسوا أن الخدمة الحكومية التي يمكن أن تقلل من العنف المنزلي على المدى الطويل هو تقديم المساعدة القانونية للضحايا. حيث أن المساعدة القانونية يمكن أن تقدم تخطيط آمن وضروري، وكذلك دعم الوضع الاقتصادي للعائلة من خلال دعم الطفل أو الشريك سواء زوج أو زوجة، وتبديد المخاوف التي زرعها المعتدي حول فقدان الوصاية، ومساعدة الضحايا في تأمين المستحقات الحكومية المطلوبة.
وقد حقق المجتمع باستخدام طريقة دولوث ما يلي:
- أزاحوا اللوم عن الضحية، ووضعوا مسئولية الاعتداء على الجاني.
- قامت أنظمة القضاء الجنائية والمدنية باستحداث سياسات وذلك من أجل محاسبة المجرمين والحفاظ على أمن الضحايا.
- استخدام خبرات وأصوات النساء المعنفات من أجل تحسين واستحداث السياسات.
- توفير المجموعات التعليمية للجناة والتي تأمر بها المحكمة.
- استمرار مراجعة ومناقشة القضايا والسياسات الحالية.

وقد تم تمويل برنامج التدخل في العنف المنزلي، ويعتبر الممولين الحكوميين والمحليين ممن يدعم هذا المشروع. هذا التمويل يسمح لبرنامج التدخل في العنف المنزلي (DAIP) إلى استكشاف استراتيجيات في سبيل إنهاء العنف من المجتمعات وذلك في جميع أنحاء الولايات المتحدة وحول العالم.

## دائرة العنف
يستخدم العنف المنزلي في كثير من الأحيان لوصف حوادث عنف محددة وإساءات صريحة ، كما تميل التعاريف القانونية إلى الأخذ بهذا المنظور. على أي حال فإن الآثار المترتبة على حدوث مثل هذه السلوكيات العنيفة والمسيئة في العلاقة قد تستمر حتى بعد انتهاء هذه الحوادث. ويشير المحامون والمستشارون إلى العنف المنزلي باعتباره نمط من أنماط السلوك بما فيها ذلك المذكورة أعلاه.
وقد عرض لينور وكر نموذجا لدائرة العنف يتكون من ثلاث مراحل أساسية هي :

### مرحلة بناء التوتر
تتميز بسوء التواصل، والتوتر، والخوف من التسبب بانفجار العلاقة، كما يحاول الضحايا في هذه المرحلة تهدئة المعتدي لتجنب أي اشتباكات عنف كبيرة.

### حلقة العنف
تتميز بمجموعة من الحوادث العنيفة والمُسيئة كما يحاول المعتدي خلال هذه المرحلة السيطرة على الشريك (الضحية) عن طريق استخدامه للعنف المنزلي.

### مرحلة شهر العسل
تتميز بالمودة والاعتذار وانتهاء واضح للعنف، يشعر فيها المعتدي بمشاعر ساحقة من الندم والحزن. وبينما يبتعد بعض المعتدين عن الوضع، يغرق آخرون ضحاياهم بالمحبة والتعاطف.
على الرغم من سهولة رؤية الانفجارات في مرحلة التنفيذ على أنها سوء معاملة، بل أن حتى السلوكيات الأكثر لطفا في مرحلة شهر العسل قد تعمل على استمرار الاعتداء. يعتقد كثير من المدافعين عن العنف المنزلي أن نظرية دائرة العنف محدودة ولا تعكس واقع كثير من الرجال والنساء المعنفين.

## الإدارة
عادة ما يكون الرد على العنف المنزلي جهودًا مشتركة بين المؤسسات القانونية، والخدمات الاجتماعية، والرعاية الصحية. وقد تطور دور كل منها بظهور العنف بشكل أكبر للجمهور.
تاريخيًا كان يُنظر إلى العنف المنزلي باعتباره مسألة عائلية لا تحتاج إلى تدخل من الحكومة أو القضاء الجنائي. وكان رجال الشرطة غالبا ما يرفضون التدخل عن طريق القيام بعمليات اعتقال ويفضلون بدلا من ذلك تقديم النصيحة للزوجين أو الطلب من أحدهما مغادرة المنزل لفترة من الزمن. كما كانت المحاكم أيضا تتردد في فرض أي عقوبات كبيرة للمدانين في حوادث العنف المنزلي . والسبب الأكبر لهذا أنه كان ينظر إليها على أنها مجرد جُنحة.

## السُلطة والسيطرة
في بعض العلاقات، يُفترض أن العنف ينشأ انطلاقًا من الحاجة المحسوسة للسلطة والسيطرة، وهو شكل من أشكال التنمر والتعلم الاجتماعي لسوء المعاملة.
وقد نسبت محاولات المعتدين للسيطرة على شركائهم إلى تدني احترام الذات أو الشعور بالنقص، والصراعات غير المحلولة في مرحلة الطفولة، ووطأة الفقر، والعداوة والبغضاء تجاه النساء (كره النساء)، والعداوة والبغضاء تجاه الرجال (كره الرجال)، واضطرابات الشخصية، والنزعات الوراثية والتأثيرات الاجتماعية والثقافية وغيرها من العوامل المسببة الممكنة. يبدو أن معظم الخبراء يتفقون على أن الشخصية السيئة تنتج من مزيج من عوامل عدة، بدرجات متفاوتة.
المؤمن بنظرية السببية (لكل مسبب سببًا) يرى أن العنف المنزلي إستراتيجية للحصول أو الحفاظ على السلطة والسيطرة على الضحية. هذه النظرية تتفق مع نظرية بانكروفت «التكلفة والمنفعة» حيث أن الاعتداء يكافئ الجاني بطرق أو بأخرى وبالإضافة إلى ممارسة السلطة ببساطة على هدفه أو هدفها. ويستشهد بالدليل الذي يدعم حجته وهو أن في معظم الحالات، يكون المعتدون قادرون تماما على ممارسة السيطرة على أنفسهم، ولكن اختاروا عدم القيام بذلك لأسباب مختلفة. هناك وجهة نظر بديلة ترى أن الاعتداء ناجم عن ضعف وتبرير إسقاط الأمر ومحاولة لممارسة السيطرة على الضحية. هي محاولة للحصول أو الحفاظ على السلطة والسيطرة على الضحية ولكن حتى بتحقيق هذا فإنه لا يستطيع أن يحل مشكلة الضعف الذي يقوده. مثل هذه السلوكيات لها جوانب مسببة للإدمان مما يؤدي إلى سلسلة من الاعتداء أو العنف. تتطور السلسلة المشتركة عندما يحاول كل طرف أن يحل مشكلة ضعفه عن طريق محاولة فرض سيطرته.
مسائل السلطة والسيطرة هي جزء لا يتجزأ من المشروع المستخدم على نطاق واسع وهو مشروع دولوث للتدخل في الاعتداء المنزلي. حيث طوروا «عجلة السلطة والسيطرة» وذلك لتوضيح ما يلي: تكون السلطة والسيطرة في المركز، محاطة بأقسام تحتوي على عناوين منها: الإكراه والتهديد، التخويف، الإساءة العاطفية، العزل، التقليل، الحرمان واللوم، استخدام الأطفال، الاستغلال الاقتصادي، وامتياز الذكور.
يحاول النموذج أن يعالج الاعتداء عن طريق إيقاف إساءة استخدام القوة من قبل الجاني. ليس القصد من نموذج عجلة السلطة أن تحدد المسؤولية الشخصية، وتعزز الاحترام من أجل الهدف المتبادل أو مساعدة الضحايا والجناة في حل خلافاتهم. بل هي أداة إعلامية صممت لمساعدة الأفراد في فهم ديناميكية عملية السلطة في حالات الاعتداء والتعرف على أساليب مختلفة من الاعتداء. نقاد هذا النموذج يحتجون بأنه يتجاهل أبحاث تربط العنف المنزلي بنوع الاعتداء والمشاكل النفسية.

## الأمراض العقلية
ترتبط الاضطرابات النفسية في بعض الأحيان بالعنف الأسري، مثل اضطراب الشخصية البينية (الحدية)، اضطراب في الشخصية المعادية للمجتمع، واضطراب المزاج (ثنائي القطب) وانفصام الشخصية، وتعاطي المخدرات وإدمان الكحول، ويقدر أن ما لا يقل عن ثلث المتعاطين لديهم بعض أنواع الأمراض العقلية.

## جوانب الاعتداء بين الجنسين
العلاقة بين الجنس والعنف المنزلي هو موضوع مثير للجدل، لا يزال هناك نقاش حول المعدلات الجنس الذي يتعرض للعنف المنزلي وعما إذا كان ينبغي أن يزود الرجال المعتدى عليهم بنفس المصادر والملاجئ التي توجد لدى الضحايا من النساء. على وجه الخصوص، تشير بعض الدراسات إلى أن الرجال هم أقل عرضة أن يكونوا ضحايا العنف المنزلي بسبب الوصمات الاجتماعية. ولكن مصادر أخرى، تناقش أن كثيرا من تضخم معدل العنف المنزلي ضد الرجال بسبب ممارسة الدفاع عن النفس كشكل من أشكال العنف المنزلي.

## العنف ضد المرأة
قالب:تفصيلية
هو مصطلح يستخدم للإشارة إلى أعمال العنف الجماعي أصلا وترتكب ضد النساء حصرًا، ويكون كجرائم الحقد وهذا العنف يستهدف مجموعة معينة من ضحايا الجنسين باعتباره الدافع الأساسي.
الجمعية العامة التابعة للأمم المتحدة تعرف العنف ضد النساء:
بأي فعل «يتركز على الجنس» الذي يؤدي للعنف أو يؤدي إلى أذى جسدي أو جنسي أو نفسي متضمن التهديد بهذه الأفعال، الحرمان الاعتباطي من الحرية سواء كان علنا أو في الحياة الخاصة وكان القرار الصادر عام1993 الذي ينص على منع العنف ضد المرأة لاحظ أن العنف يمكن آن يمارس من قبل الجنس الآخر أو أفراد العائلة وحتى «الحالة» نفسها. تعمل الحكومات والمنظمات العالمية النشطة في هذا المجال لمحاربة العنف ضد المرأة من خلال عدد من البرامج والنشاطات وقررت الأمم المتحدة تعيين نوفمبر \ تشرين الثاني 25 كيوم عالمي ضد العنف على المرأة.

### تاريخ العنف ضد المرأة
يعتقد بعض المؤرخين بأن تاريخ العنف ضد المرأة يرتبط بتاريخ المرأة نفسها. كانت النظرة بالسابق تجاه المرأة على أنها ملكية خاصة أو انه جنس خصص ليكون متذلل للرجل ويؤكد بيان الأمم المتحدة بخصوص العنف ضد المرأة عام 1993 : أن العنف ضد المرأة مظهر من مظاهر العلاقة الغير متكافئة عبر التاريخ بين الرجل والمرأة والذي قاد الرجل إلى الهيمنة والتمييز ضد المرأة ومنعها من التقدم وأدى العنف ضد المرأة إلى وضعها في أحد الآليات الاجتماعية الحاسمة التي يكون فيها النساء مجبرات على أن يتخذن موقع المرؤوس مقارنة بالرجل، وفي عام 1870 تمت إزالة القانون العام من المحكمة الذي يعطي الحق للزوج «بمعاقبة الزوجة جسديًا إذا أخطأت». وتم في المملكة المتحدة عام 1891 إزالة حق الزوج التقليدي «بإيقاع عقاب بدني معتدل على زوجته لكي يبقيها ضمن حدود الواجب»

### تأثيره على المجتمع
وجاء في تقرير منظمة الصحة العالمية أن العنف ضد النساء يشكل عبئا غير ضروري على الخدمات الصحية بالنسبة للنساء الذين عانين من العنف على الأرجح يحتجن لعناية صحية ذات تكلفة أعلا مقارنة بالنساء اللواتي لم يعانين منه وأظهرت عدة دراسات أن هناك رابط بين المعالجة السيئة أو معاملة رديئة للنساء والعنف الدولي وتُظهر هذه الدراسات أيضا أن واحدا من أفضل المؤشرات على العنف المحلي والدولي هو سوء معاملة المرأة في المجتمع.
أنواع العنف ضد المرأة : النساء على الأرجح يكن ضحية شخص هن مترابطات به حميميًا ويسمى عموما بـ«عنف الشريك الحميم» أو «أي بي في» تأثير العنف المنزلي «الداخلي» في العنف الكلي يمكن أن يفسر خلال المثال أن:
40-70% من جرائم قتل النساء تكون من قبل الزوج أو الصديق الحميم.
و أظهرت الدراسات أن العنف لا يمارس دائما كعنف جسدي ومن الممكن أن يكون نفسي وشفوي في علاقات غير المتزوجين «العزباء» يسمى هذا العنف بـ«عنف المواعدة» بينما في سياق الزواج يدعى«عنف منزلي» مثل حالات الـ«آي بي في» تميل إلى عدم إبلاغ الشرطة عنها والعديد من الخبراء يميلون إلى الاعتقاد أن السبب يعود إلى عدم إعطاء المشكلة حجمها الحقيقي في الغالب تكون النساء أكثر عرضه للقتل من قبل الشريك الحميم بالنسبة للرجل في الولايات المتحدة عام 2005 1181 امرأة مقارنة بـ329 رجل تم قتلهم من قبل شريكهم الحميم وفي إنجلترا وويلز كل عام 100 امرأة تقريبا يقتلن على يد شركائهن أو أصدقائهم السابقين بينما 21 رجلًا قتلوا عام 2010 في عام 2008 في فرنسا 156 امرأة بالمقارنة مع 27 رجل قتلوا من قبل شركائهم بهذا الشكل من العنف يصنف في أغلب الأحيان ضمن سياق العلاقات المتغايرة الجنس ويحدث أيضا ضمن العلاقات السحاقية علاقة«ابنه – ام» شركاء السكن أو أي علاقات محلية أخرى تتضمن امرأتان العنف ضد المرأة في العلاقات مثليه شائعة مثل العنف ضد المرأة في العلاقات الجنسية الغيرية.

### التشخيص
قد اشرفت وخططت جمعية الطب النفسي الأمريكية ولجان البحث لدى ا س ام -5 (2013) على سير سلسة من العلاقات المضطربة والتي تضمنت علاقات زوجية مضطربة بدون عنف أو إساءة في العلاقة الزوجية (اضطراب العلاقات الزوجية بدون عنف أو نزاع) ويذهب الزواج ذو العلاقات الزوجية المضطربة إلى عيادات سرية لأنهم مدركين على المدى البعيد سوء «فشل» زواجهم وتوجههم للعيادة يكون مبادرة منهم أو بتوجيه من قبل خبير رعاية صحية
ثانيًا: يوجد في الزيجات عنف خطير والذي يكون عادة فيه «يضرب الزوج الزوجة» في هذه الحالات تتوجه غرفة الطوارئ أو السلطة القانونية في أغلب الأحيان إلى تنبيه الطبيب
والأهم من هذا : العنف الزوجي «خطر وعامل رئيسي للجروح وحتى الموت، والنساء الواقعات تحت عنف الزيجات معرضات أكثر لخطر الجروح البليغة وحتى الموت»(المجلس الاستشاري الوطني بصدد العنف ضد المرأة 200)
و أضافت دراسات أخرى أن:
"هناك جدلا كبيرا حول ما إذا كان الوضع الحالي يعتبر أفضل للذكور من الإناث في العنف الزوجي قد يكون انعكاس لعلم النفس المرضي الذكوري والسيطرة أو ما إذا كانت هناك قاعدة تجريبية وفائدة وتوصيات لتصور هذه الأنماط في العلاقة وينبغي اتخاذ هذه بالنسبة للأطباء تشخيص اضطراب العلاقة الزوجية تشمل تقييم فعلي أو عنف "محتمل" من الذكور بشكل منتظم لأنها تقيم احتمالات الانتحار بين مرضى الاكتئاب. علاوة على ذلك، "لا ينبغي للأطباء تخفيف يقظتهم بعد قيام من وقع عليها العنف بترك زوجها، وذلك لأن بعض البيانات تشير إلى أن الفترة التي تلت مباشرة الانفصال الزوجي هي فترة الخطر الأكبر بالنسبة للنساء. كثير من الرجال سوف يضربون زوجاتهم في مسعى لحملهم على العودة أو معاقبتهم على المغادرة. ويمكن استكمال التقييمات الأولية من احتمالات العنف في الزواج عن طريق المقابلات والاستبيانات الموحدة، والتي ساهمت في مساعده موثوقة وصحيحة في استكشاف مزيد من العنف الزوجي بشكل منهجي ". وأنهى الباحثون ما يسمونه "معلومات حديثة جدا" على مسار الزيجات العنيفة تشير إلى أنه "مع مرور الوقت قد يتراجع ضرب الزوج بعض الشيء، وربما لأن أخاف زوجته بنجاح، وخطر العنف لا يزال قويا في الزواج الذي امتاز بالعنف في الماضي ، والعلاج ضروري هنا ؛. لا يمكننا نحن الأطباء ليس علينا سوى الانتظار والمراقبة" وتتمثل الأولوية الأكثر إلحاحا على العيادات هي حماية الزوجة لأنها الأكثر عرضة للخطر في أغلب الأحيان، ويجب أن يدرك الأطباء أن الإصرار على ضرب الزوجة قد تؤدي إلى مزيد من الضرب أو حتى الموت.

## العنف ضد الرجال
يصعب تحديد عدد حالات العنف المنزلي ضد الرجال. قد يكون ضحايا العنف المنزلي من الرجال مترددين في الحصول على المساعدة لعدة أسباب. وقد أظهرت دراسة أخرى درجة عاليه من القبول من النساء بوجود عنف ضد الرجال.
بعض الباحثين وجد علاقة بين توفر جهات مختصة بالعنف المنزلي، قوانين مختصة بالعنف المنزلي، سهولة الحصول على الطلاق ووجود دخل عالي للنساء وبين الانخفاض في جرائم القتل من قبل النساء لأزواجهم. جرائم قتل النساء من قبل ازدواجهم انخفضت ولكن ليس بشكل كبير. معدل حالات القتل من قبل الرجال لزوجاتهم تعادل أربع أضعاف معدل قتل النساء لأزواجهم. وفي بحث لجاكلين كامبيل وجدت أن ثلثي الحالات للنساء اللاتي قتلهن أزواجهم كانوا يتعرضون للضرب من قبل أزواجهم. وقد وجدت أيضا انه في 75% من الحالات التي قتل فيها الرجال من قبل زوجاتهم كان هؤلاء الرجال يسيئون معاملة زوجاتهم.
المشكلة في القيام بدراسات تعنى بالعنف المنزلي من حيث الجنس تكمن في حجم الصمت والخوف والخجل الذي ينتج من إساءة المعاملة في العائلة والعلاقات. الأمر الآخر أن أنماط العنف قد تبدو طبيعية لأولئك الذين يقومون بها لفترة طويلة. وبالمثل، قد تبدو أشكال غير ملحوظة من العنف واضحة فهي تمهد الطريق لأشكال أقوى من العنف لتبدو طبيعية. أخيرا، التعاريف المتضاربة لماهية العنف المنزلي يجعل من الصعب الخروج باستنتاج واضح عند جمع الدراسات المتوفرة. نظريات ان المرأة تتسم بالعنف مثل الرجال تعرف بنظرية «التماثل بين الجنسين». وجد شتراوس وجيليز في تقارير لبلاغات تتعلق بالعنف الزوجي أن 27% من حالات العنف يكون فيها الرجل هو من يسدد ضربته الأولى، بينما تكون المرأة هي المبتدئة في 24% من الحالات. أما باقي الأوقات فقد كان العنف متبادلا من الشريكين في الشجار. ولم تتغير النتائج حتى عند تحليل اقسى حالات العنف. ومن اجل مواجهة الإدعات القائلة أن البلاغات كانت غير حيادية، فقد أجريت استفتاءات خاصة بالإناث تطالبهم فيها بالتقرير الذاتي، وكانت النتائج هي ذاتها.
أظهرت الدراسات التي تفحص كلا الطرفين انه عادة ما تكون مجموع السلوكيات الجسدية متشابهة. إلا أن بعض الدراسات أوضحت أن العنف من الذكور قد يكون أكثر خطورة وذلك لما يسببه من ضرر أكبر من العنف الممارس من قبل النساء ; فالنساء أكثر عرضة للإصابة والنزول بالمستشفى. كما أن الزوجات أكثر عرضة للقتل على أيدي أزواجهم من العكس (41% إلى 59% في دراسة لوزارة العدل)، والنساء بصفة عامة أكثر عرضة للقتل على أيدي أزواجهن من بين جميع أنواع المعتدين الآخرين مجتمعة.
قام مارتن س فيبرت - من قسم علم النفس في جامعة ولاية كاليفورنيا، لونغ بيتش – بجمع عدد من المراجع المشروحة لبحوث تتعلق بالعنف الزوجي الممارس من النساء تجاه الرجال. هذه المراجع تدرس 275 تحقيقا علميا: يحتوي على 214 دراسة تجريبية و61عرضا أو تحليلا أثبتت أن النساء عدوانيات جسديا أو قد يكونوا أكثر عدوانية من الرجال في علاقاتهم مع أزواجهم أو شركائهم الذكور. وكان حجم العينة الكلي في الدراسات التي تمت مراجعتها يتجاوز ال365000. وأشار فيبرت في مقال بجريدة لوس أنجلوس تايمز حول ضحايا العنف المنزلي من الرجال إلى أن "الآراء تتفق في هذا المجال بان النساء مثل الرجال في تعنيف شركائهن ولكن النساء – وكما هو متوقع - هم الأكثر عرضة للإصابة من الرجال. كما لوحظ أن الرجال يصابون بجروح خطيرة في 38% من الحالات التي يستخدم فيها "العنف الشديد ". بالإضافة إلى ذلك فقد أوضح فيبرت أن عمله لا يقصد به التقليل من الآثار الخطيرة للعدوان الذي يمارس من قبل الرجال تجاه النساء. من خلال استعراض البحوث وجد مايكل كيميل أن العنف يلعب دورا أساسيا للحفاظ على السيطرة وان أكثر من 90% من العنف " المنتظم، والمستمر، والمسبب للضرر " ارتكب من قبل الرجال. وأشار إلى أن معظم الدراسات التجريبية التي ذكرها فيبرت استخدمت نفس المقياس التجريبي للنزاع العائلي والذي هو مقياس تكتيكات الصراع (cts) كمقياس واحد للعنف المنزلي، كما أن العديد من الدراسات المشار إليها من قبل فيربرت كانت تناقش عيانات تتألف بالكامل من أفراد اصغر من 30 عاما وغير متزوجين.[134] وأضاف كيميل أن من بين العيوب المختلفة الأخرى لهذا المقياس كونه عرضة وبشكل خاص لتقديم تقارير متحيزة بسبب اعتماده على الطلب من الناس أن يتذكروا بدقة ويقدموا تقريرا عما حدث خلال السنة الماضية. بيد أن الرجال يميلون إلى التقليل من شأن استخدامهم للعنف، بينما تميل المرأة إلى الإفراط في تقدير استخدامهن للعنف. وفي الوقت نفسه يميل الرجال إلى الإفراط في تقدير استخدام شركائهم للعنف في حين أن المرأة تميل إلى التقليل من شأن استخدام شركائهن للعنف. وبالتالي فمن المرجح أن الرجال يبالغون في تقدير إيذائهم، بينما تميل النساء إلى التقليل في تقدير إيذائهن.
وبالمثل، فإن المعهد الوطني للعدالة يذكر أن الدراسات التي وجدت أن نسبة اعتداء المرأة على الرجل مساوية أو أكثر تستند على بيانات جمعت من خلال مقياس استراتيجيات الصراعات. وقد تم تطوير هذه الأداة في السبعينات وقد لا تكون ملائمة لبحث عنف الشريك الحميم لأنها لا تقيس السيطرة، الإكراه أو الدوافع المؤدية لأساليب النزاع؛ كما أنه يتجاهل الاعتداء والعنف الجنسي الممارس من قبل الأزواج السابقين أو الشركاء ولا يحدد من الذي بدأ العنف.
بالإضافة إلى ذلك، يؤكد المعهد الوطني للعدالة (NIJ) بأن الاستطلاعات الوطنية مدعومة من قبل المعهد الوطني للعدالة، ومراكز مكافحة الأمراض والوقاية منها، ومكتب الإحصاءات القضائية والتي تدرس أكثر الاعتداءات خطورة والتي لا تدعم استنتاج المعدلات المتقاربة لاعتداءات الأزواج الذكور والإناث. وتجرى هذه الدراسات ضمن بيئة آمنة أو بيئة الجريمة ووجد أن اعتداء الشريك كان واضحا أكثر عند الرجال ضد النساء.
وفي التحليل البعدي (التحليل ما ورائي) كتب جون ارشر والحاصل على الدكتوارة من قسم علم النفس في جامعة سنترال لانكاشاير بالمملكة المتحدة:
تشير التحليلات الحالية بأن الرجال من المرجح أن يكونون على الطرف الآخر لأفعال العدوان البدنية. وذلك في النطاق الذي يتضمن نزاع متبادل أو عالق وهو المرادف الذكري في الوقت الحاضر لمصطلح «النساء المعنفات». كلتا الحالتين هي أسباب للقلق. وقد حذر ستراوس (1997) من المخاطر المعقدة، وخصوصا بالنسبة للمرأة، وذلك عندما يصبح الاعتداء الجسدي استجابة روتينية لصراع العلاقة. «الرجال المعنفين» – وهم الذين تعرضوا لعنف منظم وعلى فترات طويلة – من المرجح أن يعانون من عواقب نفسية وجسدية، بالإضافة إلى مشاكل محددة مرتبطة بعدم الاعتراف بمعاناتهم (جورج وجورج، 1998). والسعي لمعالجة هذه المشاكل يتطلب عدم الانتقاص من الاستمرار في مواجهة مشكلة «النساء المعنفات».
أدوار واحتمالات نوع الجنس يمكن أو تقوم بلعب دور في حالات الإساءة، واستكشاف هذه الأدوار والاحتمالات يمكن أن يكون مفيد في مواجهة حالات إساءة المعاملة. وأيضًا يمكن أن يكون مفيد لبحث العوامل مثل العِرق، الطبقة، الدين، النشاط الجنسي، والفلسفة. ومع ذلك، فقد أظهرت الدراسات التي تبحث فيما إذا كانت المواقف الجنسية مرتبطة بالعنف المنزلي أن النتائج متعارضة.
تقرير عام 1997 يقول أن نسبة الرجال الذين لا يكشفون عن هوية المعتدي عليهم أكثر بكثير من نسبة النساء. أحد الباحثين يقول أنه لا يوجد دليل على أن الضحايا من الذكور هم أكثر من الضحايا النساء في قلة الإبلاغ. في الواقع، يميل الرجال إلى المبالغة في تقييم عنف شركيهم، ويقللون من تقييم عنفهم، بينما تفعل النساء عكس ذلك. وقد أظهرت دراسة في عام 2009 أن هناك قبولًا للانتهاكات التي ترتكبها النساء أكثر من الانتهاكات التي يقوم بها الرجال. وهناك دراسات عديدة أكدت أن عنف النساء الجسدي تجاه الشركاء الذكور الحميمين غالبًا تكون من أجل الدفاع عن النفس. نشرت صحيفة جرديان البريطانية تحقيقاً حول تقرير لمؤسسة احصائية ومما جاء فيه: " يقول تقرير جديد إن حوالي اثنين من كل خمسة من ضحايا العنف المنزلي هم من الرجال، مما يتناقض مع الانطباع المنتشر على نطاق واسع بأن النساء غالباً ما يتعرضن للضرب والرضوض. ويبين تحليل مؤسسة  "الاحصاءات " المختصة بالإحصاءات المتعلقة بالعنف المنزلي أن عدد الرجال الذين تعرضوا للهجوم من قبل الزوجات أو الصديقات أعلى بكثير مما كان يعتقد وتظهر البيانات من النشرات الاحصائية الصادرة عن وزارة الداخلية البريطانية ومسح الجريمة البريطاني أن الرجال يشكلون حوالي 40٪ من ضحايا العنف المنزلي كل عام بين عامي 2004 - 2005 و 2008 - 2009، ففي العام 2006-2007، شكّل الرجال 43.4٪ من مجموع الذين عانوا من إساءة المعاملة والتي ارتفعت إلى 45.5٪ في عام 2007- 2008، لكنها انخفضت إلى 37.7٪ في 2008- 2009 .
وتقول نشرة 2008-2009: «أكثر من امرأة واحدة من كل أربع نساء (28٪) وحوالي واحد من كل ستة رجال (16٪) تعرضوا للعنف المنزلي منذ عمر 16 عامًا، هذه الأرقام تعادل ما يقدر بـ 4.5 مليون من ضحايا النساء العنف المنزلي و2.6 مليون ضحية من الرجال». ويكمل التقرير: ورغم هذه الأرقام إلا أن الرجال تعتبرهم المنظمات الحقوقية والشرطة «ضحايا من الدرجة الثانية» كما أن وسائل الإعلام تتجاهل محنتهم وقد أثرت هذه النظرة حتى على توفر دور الرعاية المخصصة للناجين من العنف فحسب التقرير هناك 7500 مركز للنساء في حين يوجد فقط 60 مركزاً للرجال.

### العلاقة الجنسية المثلية
يحدث العنف المنزلي كذلك في نفس العلاقة الجنسية المثلية، فقد تم تحديد علاقات المثليين كعنصر خطر للعنف في جماعات معينة [2]. وحتى يكون المجهود أكثر شمولاَ، فلقد قامت العديد من المنظمات بعمل مجهود تجاه استخدام المصطلحات المحايدة بين الجنسين عند الإشارة إلى الإجرام والضحية.
لقد كان يُنظر في الماضي إلى العنف المنزلي على أنه قضية عائلية وتم توجيه القليل من الاهتمام إلى العلاقات الجنسية المثلية [147]. إلا أن ذلك لم يدم طويلًا، حيث جذبت حركة حقوق مثلي الجنس قضية اللوطيين والساحاقيات إلى اهتمام العامة وذلك عندما أُجريت أبحاث على العلاقات الجنسية المثلية. ففي عام 1999, توصل تحليل تسعة عشر دراسة في سوء معاملة الشريك إلى «إشارة البحث على أن اللوطيين والسحاقيات من المحتمل ان يؤذيوا شركائهم تمامًا مثل الأشخاص المائلين إلى الجنس الآخر»[148] وعلى الرغم من أن الدراسة وضحت الطبيعة الغير محددة لكثير من الأبحاث المعاصرة في هذا المجال. ومن جهة أخرى، فاللوطيون والسحاقيات يتعرضون لعقبات خاصة في التعامل مع القضايا التي وصفها بعض الباحثين بـ«الاختلاء الثنائي». تشير دراسة كندية حديثة لـ مارك دبليو ليمان[149] إلى التشابهات التي تتضمن التكرار (تقريبا واحد من كل أربعة أزواج), والمظاهر (عاطفية - جسدية – مالية...الخ), والحالات المتعايشة (البطالة - تعاطي المخدرات - ضعف تقدير الذات), وثأثر الضحايا (خوف – الإحساس بالعجز – شدة الحذر)، وأسباب البقاء (الحب – إمكانية الإنجاز – أشياء ستتغير – الحرمان). وفي الوقت ذاته، عادة ما توجد الاختلافات العظيمة والقضايا الاستثنائة والأساطير المضللة. يشير ليمان إلى أن التمييز والخوف لدى اللوطيين والسحاقيات من أن يُواجهوا بالرفض من قبل الشرطة أو بعض الخدمات الاجتماعية أو ضعف الدعم من أقرانهم الذين يفضلون الصمت عن هذه المشكلة حتى لا تجذب الانتباه السلبي تجاه مجتمع مثلي الجنس، أو تأثيرات فيروس نقص المناعة البشرية (الإيدز) في بقاء الشريكين مع بعض وذلك لتأمين استخدام الرعاية الصحية، أو الإجرام كاستخدام الأسلحة للكشف عن اللوطيين والسحاقيات والمخنثين، وتشجيع الخدمات الداعمة التي تهدف أو تنظم لاحتياجات النساء المائلات للجنس الآخر والتي قد لا تلاقي اهتمام باحتياجات اللوطيين والسحاقيات.

## الآثار على المستجيبين للصدمة الثانوية
نظرًا لخطورة سماع قصص ضحايا الاعتداء وشدتها، فإن المهنيين (الشرطة، المستشارين، المعالجين، المحامون، أصحاب المهن الطبية) هم أنفسهم عرضة لخطر الصدمة الثانوية أو الصدمة غير المباشرة (VT)، مما يعرض المستجيب لمعاناة أعراض صدمة تشبه صدمة الضحية الأصلية وذلك بعد سماع تجربة الضحية مع الاعتداء. وقد أثبتت الأبحاث أن المهنيين الذين يعانون من الصدمة الثانوية تظهر لديهم علامات لرد فعل مفاجئ مبالغ فيه، فرط اليقظة (الاحتراس الشديد)، الكوابيس، والأفكار الدخيلة على الرغم من أنهم لم يعانوا من الصدمة شخصيًا ولا يأهلون للتشخيص السريري لاضطراب ما بعد الصدمة. استنتج الباحثون بأنه على الرغم من أن الأطباء مُدَربون تدريب مهني ومزودون بمهارات الطب السريري الضرورية لمساعدة ضحايا العنف المنزلي، فإنهم قد لا يزالون يتضررون شخصيًا من التأثير العاطفي لسماع تجارب المؤلمة الضحية. والبعض يرون أن هناك العديد من ردود الفعل الأولية المشتركة التي تمت ملاحظتها على الأطباء الذين يعملون مع الضحايا: فقدان الثقة في قدرتهم على مساعدة الضحية، وتحمل المسؤولية الشخصية لضمان سلامة الضحية، واستمرار الدعم لحُكم الضحية إذا ما قرر العودة إلى مرتكب الاعتداء بهم. كما ظهر أن الأطباء الذين يعملون مع عدد كبير من الضحايا قد يغيرون تصوراتهم السابقة عن العالم، ويبدءون بالشك في أساس طيبة الآخرين. وأيضًا وجدوا أن الأطباء الذين يعملون مع الضحايا يميلون للشعور بقلة الأمان في العالم، ويصبحون «مدركين تمامًا» لقضايا السلطة والسيطرة في كل من المجتمع والعلاقات الشخصية، ويجدون صعوبة في الثقة بالآخرين، ويزدادون وعيًا باختلافات السُلطة في المجتمع بناء على نوع الجنس.
أفضل طريقة للطبيب لتجنب تطور الصدمة الثانوية هو الانخراط في تمارين الرعاية الذاتية الجيدة. وهذا يشمل الرياضة، وأساليب الاسترخاء، واستخلاص المعلومات مع الزملاء، وطلب الدعم من المشرفين. بالإضافة إلى ذلك، فمن المستحسن أن يقوم الأطباء بجوانب ايجابية ومفيدة وذلك بالعمل مع ضحايا العنف المنزلي، النقطة الأساسية للتفكير والطاقة، مثل أن يكونون جزءً من عملية الشفاء أو مساعدة المجتمع ككل. كما ينبغي للأطباء الاستمرار بتقييم ردود فعلهم العاطفية تجاه الضحايا، وذلك لكي يتفادون الشعور بأنهم يُسحبون إلى الصدمة التي عانت منها الضحية. ومن المستحسن للأطباء أن يتدربون على وضع حدود مناسبة، وإيجاد توازن في التعبير عن التعاطف مع الضحايا وفي نفس الوقت الحفاظ على فصل الشخصية عن تجاربهم المؤلمة.

## الإرهاق النفسي
الصدمة الثانوية يمكن أن تؤدي إلى الاحتراق النفسي بشكل مباشر، والذي يعرف بأنه «الإنهاك العاطفي الناتج من الطلب المفرط للطاقة والقوة والموارد الشخصية في بيئة العمل». المؤشرات التحذيرية البدنية للاحتراق النفسي تشمل الصداع، الإعياء، انخفاض الوظيفة المناعية والتهيج. معاناة الطبيب من الاحتراق النفسي قد تبدأ بأن يفقد الاهتمام برعاية مرضاه. ويكون غير قادر على التعاطف أو الشعور بالشفقة من أجل مرضاه، وربما يبدأ يشعر بالنفور تجاههم. إذا كان الطبيب الذي يعاني من الاحتراق النفسي يعمل مع ضحايا العنف المنزلي، فإن الطبيب يخاطر بإلحاق ضرر كبير من خلال معاودة الإيذاء للمريض. وتجدر الإشارة إلى أن الصدمة الثانوية لا تؤدي دائمًا إلى الاحتراق النفسي بشكل مباشر وأن الاحتراق النفسي يمكن أن يحدث مع الأطباء الذين يعملون مع مجموعة من السكان صعبة الإقناع – وليس فقط أولئك الذين يعملون مع ضحايا العنف المنزلي.

## التخطيط لتوفير السلامة
يتيح هذا التخطيط للضحية التأهب للمواقف الخطرة التي قد يتعرض لها وتعتبر فعالة بغض النظر عن اتخاذهم قرار البقاء مع الجاني أو لا، وتكون أولى خطواته عادة هي تحديد عدد من الإجراءات تحسبًا لوقوع حادثة خطرة أخرى في المنزل حيث يجب تزويد الضحية باستراتيجيات لتوفير سلامته الشخصية كتجنب مواجهة الجاني في غرف ذات مخرج واحد وكذلك تجنب البقاء في غرف تحتوي أسلحة محتملة (كالمطابخ ودورات المياه... الخ)

### توجيه وإرشاد المعتدي
يكمن الهدف الأساسي من علاج مرتكبي العنف الأسري في تقليص خطر ارتكابهم لجرائم العنف الأسري في المستقبل سواءً في نفس العلاقة التي تربطه بالضحية أو في علاقة جديدة مع ضحية أخرى، ولابد أن يركز العلاج على تقليل الخطر الذي سيصيب الضحية، كما يجب تعديله وفقا لتاريخ الجاني وخطر إعادة ارتكاب الجريمة ودوافع الإجرام، وتستغرق معظم برامج علاج مرتكبي جرائم العنف الأسري 24-36 أسبوعا وتتم في مجموعة تجلس مع عدة مجموعات لا تتجاوز 12 مشاركًا وتقسم المجموعات أيضًا وفقا لجنس المشترك) فتضم المجموعة إما ذكورًا فقط أو إناثًا فقط (
وقد أُثبت أن مرتكبي العنف المنزلي يُبْدُون مظهرًا مقبولًا اجتماعيًا لإخفاء سلوكيات العنف ولذلك ينصح بالتركيز على تنمية حس المسئولية في برامج علاج مرتكبي العنف، وبشكل عام فإن اكتمال العلاج بنجاح يرتبط بكبار السن وذوي التعليم العالي والأقل تسجيلا لتعاطي المخدرات وبمن ليس لديهم سوابق عدوانية وبمن لديهم علاقات حميمية أطول من غيرهم، ولم يظهر أن إدارة الغضب وحدها فعالة في علاج مرتكبي جرائم العنف الأسري حيث أن العنف الأسري ينتج عن القوة والتحكم وليس عن مشاكل تنظيم ردات الفعل عند الغضب. يُنصح بجعل إدارة الغضب جزءا من مادة علاج المعتدي التي تعتمد على تحمل مسئولية السلوك بالإضاقة إلى جوانب أخرى كالتعرف على صور سلوكيات الاعتداء وإعادة تشكيل مهارات التواصل ولا يقتصر العلاج على إيقاف سلوك العنف فقط بل يتطلب وجود تغير شخصي وبناء صورة شخصية منفصلة عن السلوك السابق وجعل المريض يتحمل مسئوليته في نفس الوقت ولابد من التعامل مع أية مشكلة مشابهة أخرى كجزء من علاج مرتكب جرائم العنف الأسري كالمشاكل التي تتضمن عنفا كبيرا أو مرض عقلي آخر

### الحماية والتدخل
هناك العديد من المنظمات المجتمعية التي تعمل على منع حدوث حالات العنف الأسري بتوفير مأوىً آمنًا وتدخلًا ضد الأزمات ودعمًا وتعليمًا وبرامج منع حدوثها، ويمكن أن يكون الاستكشاف المجتمعي لحالات العنف الأسري تنظيميا أكثر في حالات الاعتداء على الحيوان وفي أوضاع الرعاية الصحية وأقسام الطوارئ وحالات الصحة السلوكية وقوانين المحاكم، وطوِّرت الأدوات لتسهيل استكشاف حالات العنف الأسري كتطبيقات الهاتف الجوّال.

## تقديم الاستشارة للمستشير
نظر لحجم وانتشار العنف في العلاقات، فإنه ينبغي على المستشارين والمعالجين أن يقوموا بعمل تقييم لكل المستشير بسبب العنف المنزلي (سواء المتضرر منه أو مرتكبه). إذا كان الطبيب يقابل الزوجين من خلال جلسة الاستشارة للزوجين، فإن هذا التقييم يجب أن يتم إجراءه مع كل فرد بشكل خاص أثناء المقابلة الأولية، وذلك من أجل زيادة إحساس الضحية بالأمان في كشف العنف المنزلي الموجود في العلاقة. بالإضافة إلى تحديد ما إذا كان العنف المنزلي موجود، فإنه ينبغي للمستشارين والمعالجين أن يميزوا بين الحالات التي يكون فيها الضرب حاله وحيدة، أو حادثة مفردة، أو نمط مستمر من السيطرة. وعلى ذلك فإن على الطبيب المعالج أن يعتبر أن العنف المنزلي موجود حتى في الحالات التي لا يوجد فيها سوى حادثة وحيدة بدنية كالإساءة العاطفية اللفظية، الاقتصادية، والجنسية حيث تكون أكثر مكرًا.
وثمة مسألة هامة في تقييم المستشيرين بسبب العنف المنزلي حيث تكمن في اختلاف تعريفات إساءة المعاملة – فتعريف المعالج النفسي لإساءة المعاملة قد يختلف عن تعريف المستشير، كما أن طريقة المستشير في وصف معاناتهم واهتمامه هو أمر بالغ الأهمية في وضع خطط للعلاج الفعال. ويجب على الطبيب المعالج أن يقرر ما إذا كان في مصلحة المستشير أن يشرح له أن بعض التصرفات (مثل الإساءة العاطفية) تعتبر عنف منزلي، حتى وإن كان المستشير لم ينظر إليها على هذا النحو من قبل.
إذا تبين للطبيب المعالج أن العنف المنزلي يحدث في علاقة المستشير، فإن هناك العديد من القرارات والتي يمكن أن يتخذها الطبيب ليكون فعالًا في بناء علاقة وئام عند التدخل الفوري في الأزمات مع المستشيرين. أولًا، من الضروري للمعالج أن يصدق قصة الضحايا ويصدق مشاعرهم. ومن المستحسن لطبيب أن يشكرهم لمخاطرتهم في كشف هذه المعلومات، ويطمئنهم بأن المشاعر المتناقضة التي قد يشعرون بها هي مشاعر طبيعية. ويجب على الطبيب المعالج أن يؤكد على أن سوء المعاملة التي يتعرضون لها لا ذنب لهم فيها، وفي نفس الوقت يجب أن يتذكر مشاعرهم المتناقضة فيمنعهم من لوم شريكهم أو أن يخبروه بما يعملون. من غير المعقول بالنسبة للمعالج أن يتوقع من الضحية أنها سوف تنفصل عن الجاني لمجرد أنها كشفت عن الاعتداء، بل يجب على المعالج أن يحترم قرار الضحية الشخصي، ويسمح لها باتخاذ قراراتها الخاصة بشأن إنهاء العلاقة. أخيرًا، يجب على الطبيب المعالج أن يبحث الخيارات مع المستشير (مثل الإسكان الطارئ في الملاجئ، تدخل الشرطة، وغيرها) وذلك من أجل مساندة التزامهم بحماية مصلحة المستشير.

### تقييم الخطورة
تقييم الخطورة هي أداة يمكن أن تساعد في تحديد أفضل مسار لعلاج المستشير، فضلا عن مساعدته على معرفة السلوكيات الخطرة وسوء المعاملة غير الملحوظ في علاقتهم. في دراسة أجريت على ضحايا محاولة العنف المنزلي المرتبطة بالقتل، كان فقط حوالي نصف المشاركين قد اعترفوا أن شريكهم مرتكب الجريمة كان قادرًا على قتلهم، بينما العديد من ضحايا العنف المنزلي يقللون من الخطورة الحقيقية لحالاتهم. وهكذا فإن تقييم الخطورة هو خطوة أولى أساسية في تقييم مدى خطورة وضع الضحية.

## العلاج
مقال تفصيلي: معالجة العنف الأسري
يستطيع الأطباء معالجة أولئكَ الذين تعرضوا للعنف وسوء المعاملة. معظم حالات العنف الزوجي يتم التعامل معها من قبل الأطباء دون الحاجة لتدخل الشرطة. بعض حالات العنف المنزلي يتم إحضارها لغرف الطوارئ في المستشفيات لعلاجها، بينما يتم علاج الحالات الأخرى بمساعدة طبيب العائلة أو مراكز الرعاية الأولية.
الأطباء المتخصصون بالتخصصات الفرعية يلعبون دورًا مهمًا وبشكل متزايد في علاج هذه الحالات، على سبيل المثال الأطباء المتخصصون في علاج مرض نقص المناعة المكتسبة (الأيدز) يلعبون دورًا مهمًا في إدارة العنف، نظرًا للعلاقةِ بين العنف والإصابة بفايروس نقص المناعة المكتسبة، بالإضافة إلى ذلك علاقتهم مع المرضى خلال فترة المرض وفي بعض الأحيان قد تكون هذه العلاقة مدى الحياة.
المهن الطبية على اختلافها حريٌ بها أن تقدم المشورة للناس وأن تدعمهم، وتحيلهم للخدمات الصحية المناسبة. لكنها لا تفِ دائمًا بهذا الدور مع تفاوت جودة الرعاية الصحية، وسوء الفهم في بعض الحالات حول العنف المنزلي.
تشير واشو (1993) إلى أن عددًا كبيرًا من الأطباء يفضلون عدم التورط في الحياة الخاصة للآخرين. في حين وجد كليفتون وجاكوب وتولش (1996) أن التدريب العام حول العنف المنزلي في الولايات المتحدة كان محدودًا جدًا وبعض الأحيان معدومًا. كما وجد أبوت وويليمسون أن المعلومات والقدرة على تفهم العنف المنزلي كانت محدودة جدًا بين العاملين في مجال الرعاية الصحية في مقاطعة ميلانديز في الولايات المتحدة الأمريكية، وأنهم يرون أنفسهم غير قادرين على القيام بالدور الرئيسي في مساعدة النساء فيما يخص العنف المنزلي.
علاوةً على ذلك، في الرعاية الصحية نادرًا مايتم النظر لأسباب الإصابة بالجروح الناتجة عن العنف ويتم فقط علاجها وتشخيصها. أيضًا هناك تردد كبير من قبل ضحايا العنف على المضي قدما وطرح هذه القضايا مع أطبائهم. فقد وُجدَ أن المعدل العام لما تعانيه المرأة من حوادث عنف منزلية قبل لجوئها إلى العلاج هو 35 حادثة.
أقرت منظمة الطب في الولايات المتحدة الأمريكية أوجه القصور في نظام الرعاية الصحية في تقريرها الصادر لعام 2002 بعنوان «مواجهة الإهمال المزمن»، وأرجعت بعض المشاكل التي وردت لعدم وجود التدريب الكافي في صفوف المهنيين الصحيين. فالمهنيون الصحيون عليهم مسؤوليات أخلاقية في ملاحظة مرضاهم المتعرضين لعنف أو سوء معاملة. على سبيل المثال، نصت اتفاقية الجمعية الطبية الأمريكية للأخلاقيات الطبية على أنه «نظرًا لانتشار وتعاقب حالات العنف الأسري، على الأطباء وبشكل روتيني الاستفسار عن الإيذاء الجسدي والجنسي والنفسي كجزء من التاريخ الطبي، أيضًا على الأطباء الأخذ بعين الاعتبار حالات العنف عند تشخيص مختلف الحالات لعدد من الشكاوى الطبية، لا سيما عند معالجة النساء»

## تطبيق القانون
تطبيق القانون على نطاق واسع يشير إلى النظام الذي يعمل بعض أعضاء المجتمع بطريقة منظمة لتعزيز الالتزام بالقانون من خلال اكتشاف ومعاقبة الأشخاص الذين ينتهكون القواعد والمعايير التي تحكم هذا المجتمع
على الرغم من أن المصطلح قد يشمل الهيئات مثل المحاكم والسجون، وغالبا ما يطلق على أولئك الذين ينخرطون مباشرة في دوريات المراقبة لردع واكتشاف النشاط الإجرامي، أو أولئك الذين يحققون في الجرائم ويلقون القبض على الجناة
وعلاوة على ذلك، على الرغم من أن تطبيق القانون قد يكون أكثر اهتمام بمنع والمعاقبة على الجرائم، والمنظمات القائمة على تثبيط مجموعة واسعة من غير المجرمين منتهكين للقواعد والمعايير من خلال فرض عواقب أقل شدة.
مواجهة المتظاهرين قوات تنفيذ القانون أثناء أعمال الشغب توتنهام، المملكة المتحدة، 6 أغسطس 2011 في المساء؛ الصورة التقطت بعد 10 مساء.

## المنظمات
تجري معظم عمليات تنفيذ القانون من قبل عدة أنواع من أجهزة تطبيق القانون، والهيئة الأكثر نموذجية التي تنفذ هذا الدور الشرطة ويمكن الاستثمار في مجال تنفيذ القانون في المجتمع من خلال مثل منظمات تكون ضخمة، سواء من حيث الموارد المستثمرة في هذا النشاط وعدد الأشخاص المشتركين مهنيا لأداء تلك المهام ووكالات تطبيق القانون تميل إلى أن تكون مقتصرة على العمل داخل ولاية قضائية محددة.
وقد زادت قدرات الرقابة الاجتماعية بشكل كبير خلال العقود القليلة الماضية، لاسيما بسبب زيادة استخدام وسائل مراقبة متطورة تقنيا.
في أعقاب الأحداث المأساوية في 11 سبتمبر 2001، منح الكونغرس الأميركي والإدارة الحالية سلطات تطبيق القانون الكبيرة والجديدة في التنفيذ ومنع الجريمة المتعلقة بالإرهاب
يطلق بشكل جماعي تحت عنوان «الحرب على الإرهاب» ما يسمى، في نطاق هذه القوانين، وتحدى سياسات وتوجيهات من قبل منظمات حقوق المدنية والمشرعين عديدة لعدم دقة التعاريف، والتطبيق التعسفي للعقوبات، وانتهاكا لقوانين الخصوصية. أحد أدوات المراقبة في عمليات تطبيق القانون الاتحادي على الإنترنت هو كارنيفور المشروع وزارة العدل برنامج المراقبة أن تدار من قبل مكتب التحقيقات الفدرالي (اف بي آي) للوصول إلى المعلومات المتدفقة من وحدة المعالجة المركزية على اتصال شبكة بينما، من الناحية النظرية، الاعتماد على نظرية ميشيل فوكو من الانضباط وتحكم عقلية، بالإضافة إلى البصائر ذات العلاقة في أدب الرقابة الاجتماعية، هذا الورقة كارنيفور المشروع بالنسبة السياق أكبر للرشد الدولة وقضايا السرية ذات الصلة.

## استجابة منظمة الصحة العالمية
- تشكيل البيّنات عن نطاق وأشكال العنف الممارس من قبل الشريك المعاشر والعنف الجنسي في أماكن مختلفة، ودعم الجهود التي تبذلها البلدان من أجل توثيق هذين الشكلين من العنف وقياسهما. وهذه العملية تمثّل خطوة رئيسية في فهم حجم المشكلة وطبيعتها على الصعيد العالمي.
- وضع إرشادات تقنية فيما يخص الوقاية من العنف الممارس من قبل الشريك المعاشر والوقاية من العنف الجنسي بالاستناد إلى البيّنات، وفيما يتعلّق بتعزيز استجابة القطاع الصحي لهذين الشكلين من العنف.
- نشر المعلومات على البلدان ودعم الجهود الوطنية من أجل المضي قدمًا بحقوق المرأة وتوقي العنف الممارس ضد المرأة من قبل شريكها المعاشر والعنف الجنسي الممارس ضدها، والاستجابة لمقتضياتهما.
- لتعاون مع الوكالات والمنظمات الدولية من أجل الحد/التخلص من العنف الممارس ضد المرأة من قبل شريكها المعاشر والعنف الجنسي الممارس ضدها في جميع أنحاء العالم.

## المصدر
1. ↑  "Facts and figures: Ending violence against women". UN Women (بالإنجليزية). Archived from the original on 2019-05-25. Retrieved 2018-11-10.
2. ↑  "Facts and Figures". UN Women | Arab States/North Africa (بالإنجليزية). Archived from the original on 2018-09-25. Retrieved 2018-11-19.
3. ↑  Halket، Megan Mcpherson؛ Gormley، Katelyn؛ Mello، Nicole؛ Rosenthal، Lori؛ Mirkin، Marsha Pravder (2013). "Stay with or Leave the Abuser? The Effects of Domestic Violence Victim's Decision on Attributions Made by Young Adults". Journal of Family Violence. ج. 29: 35–49. DOI:10.1007/s10896-013-9555-4.
4. ↑  WHO (7 مارس 2013). "Child marriages: 39,000 every day". who.int. منظمة الصحة العالمية. مؤرشف من الأصل في 2014-04-14. اطلع عليه بتاريخ 2014-04-11. Joint news release Every Woman Every Child/Girls Not Brides/PMNCH/United Nations Foundation/UNFPA/UNICEF/UN Women/WHO/World Vision/World YWCA/
5. ↑  Dutton، Donald؛ Painter، S.L. (1 يناير 1981). "Traumatic bonding: The development of emotional attachments in battered women and other relationships of intermittent abuse". Victimology. ج. 6: 139–155. مؤرشف من الأصل في 2019-12-10. {{استشهاد بدورية محكمة}}: |archive-date= / |archive-url= timestamp mismatch (مساعدة)
6. ↑  Schechter، Daniel S.؛ Zygmunt، Annette؛ Coates، Susan W.؛ Davies، Mark؛ Trabka، Kimberly A.؛ McCaw، Jamie؛ Kolodji، Ann؛ Robinson، Joann L. (2007). "Caregiver traumatization adversely impacts young children's mental representations on the MacArthur Story Stem Battery". Attachment & Human Development. ج. 9 ع. 3: 187–205. DOI:10.1080/14616730701453762. PMC:2078523. PMID:18007959.
7. ↑  National Women's Aid Federation نسخة محفوظة 2012-01-13 على موقع واي باك مشين.. [وصلة مكسورة]
8. ↑  House of Commons Sitting (1973) نسخة محفوظة 24 أكتوبر 2012 على موقع واي باك مشين. Battered Women.</ref دعت هذه النشرة الدول في جميع أنحاء العالم للتعامل مع العنف الأسري باعتباره عملًا إجراميًا، وذكرت أنَّ الحق في خصوصية الحياة الأسرية لا يشمل الحق في الاعتداء على أفراد العائلة، واعترفت بأن معظم النظم القانونية في ذلك وقت كانت تعتبر العنف الأسري خارج نطاق اهتمام القانون بشكل كبير، ووصفت الوضع في ذلك الوقت على النحو التالي: «تسمح العديد من الأنظمة القانونية بتربية الأطفال عن طريق ضربهم، ويسمح عدد كبير من البلدان بالتأديب البدني المعتدل للزوجة، وإذا لم يفعلوا ذلك الآن فقد فعلوه خلال الـ 100 سنة الماضية،<ref name="DV Times">"Domestic violence in the Times: From civil unrest to spouse abuse". The New York Times. 10 سبتمبر 2014. مؤرشف من الأصل في 2016-07-22. اطلع عليه بتاريخ 2016-03-26.
9. ↑  "The federalist papers : no. 43 The same subject continued (The powers conferred by the constitution further considered)". Yale Law School, Avalon Project, Documents in History, Law and Diplomacy. مؤرشف من الأصل في 2016-03-26. اطلع عليه بتاريخ 2016-03-26.
10. ↑  McCabe, James Dabney؛ Edward Winslow Martin (1877). The History of the Great Riots: The Strikes and Riots on the Various Railroads of the United States and in the Mining Regions Together with a Full History of the Molly Maguires. مؤرشف من الأصل في 2017-01-10.
11. ↑  Waits، Kathleen (أبريل 1985). "The criminal justice system's response to battering: understanding the problem, forging the solutions". Washington Law Review  [لغات أخرى]‏. ج. 60 ع. 2: 267–329. مؤرشف من الأصل في 2016-02-05.{{استشهاد بدورية محكمة}}:  صيانة الاستشهاد: علامات ترقيم زائدة (link) Lexis Nexis. نسخة محفوظة 2015-11-23 على موقع واي باك مشين. NCJ‏ 108130
12. ↑  Shipway، Lyn (2004)، "Domestic violence – a healthcare issue"، في Shipway، Lyn (المحرر)، Domestic violence: a handbook for health professionals، London New York: Routledge، ص. 3، ISBN:9780415282208، مؤرشف من الأصل في 2020-01-25 {{استشهاد}}: |archive-date= / |archive-url= timestamp mismatch (مساعدة)
13. ↑  Mirlees-Black، Catriona؛ Mayhew، Pat؛ Percy، Andrew (24 سبتمبر 1996). "The 1996 British Crime Survey England & Wales" (PDF). وزارة الداخلية. 19/96. مؤرشف من الأصل (PDF) في 2010-12-08.
14. ↑  "Convention on preventing and combating violence against women and domestic violence (CETS No. 210)". conventions.coe.int. مجلس أوروبا. مؤرشف من الأصل في 2013-09-06. اطلع عليه بتاريخ 2013-09-08.
15. ↑  Establishing minimum standards on the rights, support and protection of victims of crime, and replacing Council Framework Decision 2001/220/JHA، Directive No. 2012/29/EU of 25 October 2012. اطلع عليه بتاريخ 7 December 2015.
16. ↑  Ramos Jr.، George H. "San Diego Domestic Violence Attorney". ramoscriminallawyer.com. George H. Ramos Jr. مؤرشف من الأصل في 2014-06-13. اطلع عليه بتاريخ 2014-01-24.
17. ↑  "العنف ضد الأطفال أسبابه وآثاره" (PDF). مجلة العلوم الإنسانية والاجتماعية. 28.03.2017. مؤرشف من الأصل (PDF) في 29 سبتمبر 2022. {{استشهاد بدورية محكمة}}: الاستشهاد بدورية محكمة يطلب |دورية محكمة= (مساعدة) وتحقق من التاريخ في: |تاريخ= (مساعدة)
18. ↑  "Types of Domestic Violence". Findlaw (بالإنجليزية الأمريكية). Archived from the original on 2018-11-20. Retrieved 2018-11-19.
19. ↑  منظمة الصحة العالمية | العنف الممارس ضد المرأة نسخة محفوظة 07 مارس 2018 على موقع واي باك مشين.
20. 1 2  فاطمه امين أحمد،أستاذ بقسم خدمه الفرد _كليه الخدمه الاجتماعيه جامعه حلوان:عمليات الممارسه في خدمه الفرد(الناشر:مكتبه دار السحاب ،ص 106)
21. ↑  أ.د/فاطمه أمين أحمد:عمليات الممارسه العامه في خدمه الفرد(الناشر :مكتبه دار السحاب _2015 _ص ص105:106)
22. ↑  فاطمه امين أحمد،أستاذ بقسم خدمه الفرد _كليه الخدمه الاجتماعيه جامعه حلوان:عمليات الممارسه في خدمه الفرد(الناشر:مكتبه دار السحاب ،ص 111)
23. ↑  Campbell, Denis (4 Sep 2010). "More than 40% of domestic violence victims are male, report reveals". the Guardian (بالإنجليزية). Archived from the original on 2019-05-19. Retrieved 2018-11-19.